# Lac de Paladru
Pour les articles homonymes, voir Villages du Lac de Paladru et Musée archéologique du lac de Paladru.
Le lac de Paladru, surnommé le « Lac bleu », par ses riverains, est un lac naturel des Terres froides, situé administrativement dans le département de l'Isère en région Auvergne-Rhône-Alpes et autrefois rattachée à l'ancienne province du Dauphiné.
D'une longueur légèrement supérieure à 5 km et d'une superficie de 3,9 km2, ce lac est partagé entre quatre communes et deux cantons. Le lac est situé à mi-chemin entre les agglomérations de Grenoble et de Lyon, dans un paysage de collines et de petites montagnes.
Le lac est le cinquième lac naturel d'origine glaciaire de France. C'est aussi un haut lieu archéologique français, ainsi que de biodiversité piscicole ; plusieurs espaces sont classés en zones naturelles protégées et sont inaccessibles au public.
Le lac de Paladru est la propriété privée de la « Société du lac de Paladru », une société civile immobilière privée fondée en 1874 qui compte vingt et un copropriétaires. La société assure également la gestion du plan d'eau, et publie notamment un règlement qui s'applique aux riverains et aux plaisanciers, notamment dans l'usage des bateaux à moteurs et dans la pratique de la baignade autorisée au niveau de certains lieux. Pour cette raison, il n'existe que très peu d'accès gratuits à la baignade, l'une d'entre elles étant située à Charavines, sur la rive sud du lac.
Son étymologie, selon J. Tripier qui citerait lui-même Nicolas Chorier, homme de loi et historien dauphinois du XVIIe siècle, signifierait « Pelas Druon », soit littéralement « près des chênes », du fait de la présence en nombre de ces arbres sur ces rives. Cette thèse fut reprise dans l'ouvrage de Jean-Étienne Guettard, Mémoires sur la minéralogie du Dauphiné,.

## Toponymie
Il existe deux possibilités pour expliquer l'origine du nom :
1. Le mot palud (écrit parfois palue) signifie « marais » en ancien français. Le terme Paladru rattaché au village du même nom se rapproche donc ce terme. Un marais, celui de La Verronière (classé espace naturel sensible), est situé au nord du lac sur le territoire de l'ancienne commune de Paladru[7] ;
2. Selon l'historien dauphinois Nicolas Chorier, le terme Paladru pourrait se rapporter à la présence de chênes (« δρύς » drús en grec), sans qu'on sache sur quelle source, l'écrivain, décédé en 1692 à Grenoble, s'est appuyé.

Selon Jean Filleau, auteur d'un Dictionnaire toponymique des communes de l'Isère, le nom de Paladru pourrait provenir du latin « palus » (« marais ») associé au celte « druco » (« mauvais »), signifiant ainsi le « mauvais marais », mais sans préciser d'autres sources.

## Géographie

Vue aérienne orthophotographique

### Situation et description
Le lac de Paladru est situé dans le département de l'Isère et plus précisément dans la région des collines miocènes du Bas-Dauphiné, dénommées « Terres froides », approximativement, à mi-chemin entre les agglomérations de Voiron, au sud et de La Tour-du-Pin, au nord. Il s'étend selon une orientation nord-est/sud-ouest sur 5 300 m, pour une largeur de 650 m. Il a une profondeur moyenne de 25 m, avec un maximum de 36 m. Le volume d'eau qu'il contient est de 97 millions de m3. Il est situé à 492 m d'altitude.
Quatre communes se partagent le territoire lacustre. Celle-ci sont, dans le sens des aiguilles d'une montre : au sud, la commune de Charavines, à l'ouest et au nord, la commune nouvelle de Villages du Lac de Paladru (fusion des deux communes riveraines Le Pin et Paladru, en 2017), et, à l'est, les communes de Montferrat et Bilieu.
Les plages les plus importantes se situent aux deux extrémités nord et sud, les rives latérales ayant une déclivité plus importante. Le bassin du lac est un facteur d'unité et donne une image d'authentique « pays » au sens géographique du terme.

### Accès

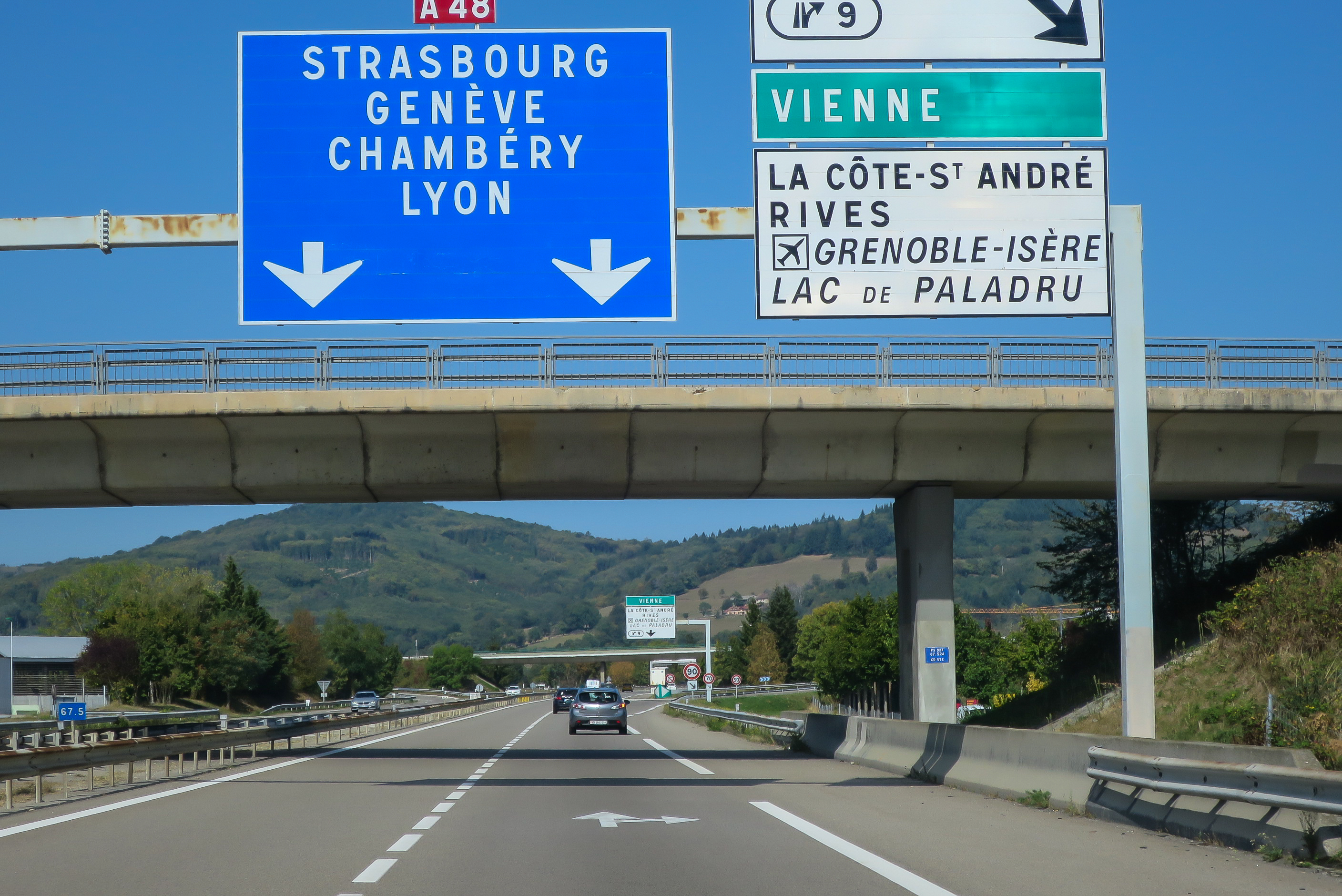
Sortie n°9 de l'A48 indiquant le lac de Paladru

Le lac est bordé par deux routes départementales permettant d'accèder à ses rives, selon les lieux :
1. la route départementale 50 (RD50) qui relie la commune de La Bâtie-Divisin (par jonction avec la RD1075) à la commune de La Murette (par jonction avec la RD 520).
2. la route départementale 90 (RD90) qui relie la commune de Charavines par détachement de la RD50d avec la commune des Villages du Lac de Paladru (village de Paladru) par la rive orientale du lac.

Le lac est également situé à environ 5 km de l'autoroute A48  qui relie l'agglomération Lyonnaise à celle de Grenoble. Cette voie autoroutière permet grâce à l'installation d'une bretelle d'accès qui est celle qui dessert également l'agglomération de Rives de rejoindre ses rives et le site de La Grange Dimière.
 9 Rives à 10 km : Rives, La Côte-Saint-André, Lac de Paladru

### Géologie

#### Caractéristiques

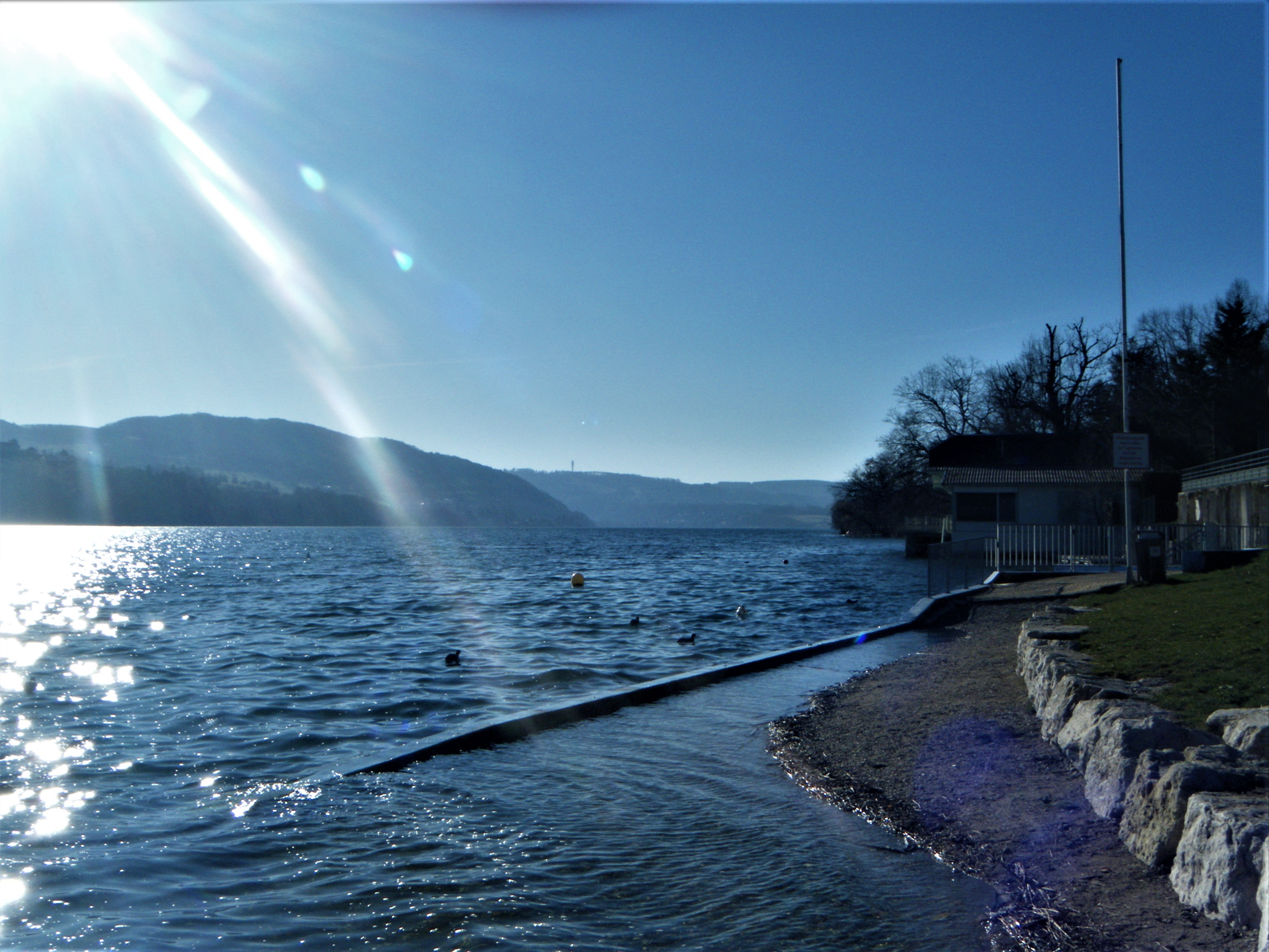
Rivages du lac à Paladru (près du village de Paladru) en janvier 2020

Le lac est le produit du surcreusement par le glacier du Rhône sur un dépôt Miocène à dominance calcaire du Bas-Dauphiné. Lors du retrait au moment du réchauffement würmien, il y a 12 000 ans, le barrage morainique du Guillermet a formé le lac. Cette origine est perceptible par la présence, au sommet des collines environnantes, de blocs erratiques, arrachés aux sommets des Alpes et abandonnés à des altitudes de 800 m lors du retrait du glacier. Un témoin impressionnant appelé pierre Beau Soleil ou pierre de Libre Soleil (6 m de long sur 4,50 m de large et haut de 2 m) est visible au-dessus de Bilieu.
La forme en auge est caractéristique des deux vallées contiguës au lac de Paladru, la vallée de la Bourbre et la vallée d'Ainan qui démontre l'origine commune de ce qui est localement dénommé les « Trois-Vals ». Les langues glaciaires du Rhône y rencontraient celles du glacier de l'Isère au débouché de la cluse de Voreppe et ont conduit à la constitution de bourrelets morainiques et de plusieurs seuils dont celui de Charavines (au lieu-dit Le Guillermet).
Au musée du château d'Annecy, dans la salle aménagée par l'Observatoire régional des lacs alpins, le lac de Paladru est présenté comme un des cinq grands lacs d'origine glaciaire avec le Léman, le lac d'Annecy, le lac du Bourget et le lac d'Aiguebelette, tous issus du grand glacier würmien qui reposait sur l'ensemble des massifs alpins et jurassiens. Cependant, géographiquement, ce lac qui reste le plus petit, en volume et en superficie de cet ensemble, est situé hors du massif alpin et même hors des Préalpes, le massif de la Chartreuse, étant situé plus à l'est, ce qui n'empêche pas le lac de Paladru d'être le lac du groupe le plus élevé en altitude.

#### Risques sismiques
L'ensemble du territoire des communes de Charavines, de Villages du Lac de Paladru et de Bilieu est situé en zone de sismicité no 3 (sur une échelle de 1 à 5), comme la plupart des communes de ce secteur géographique de l'Isère.
| Type de zone | Niveau            | Définitions (bâtiment à risque normal) |
| ------------ | ----------------- | -------------------------------------- |
| Zone 3       | Sismicité modérée | accélération = 1,1 m/s2                |

### Hydrographie

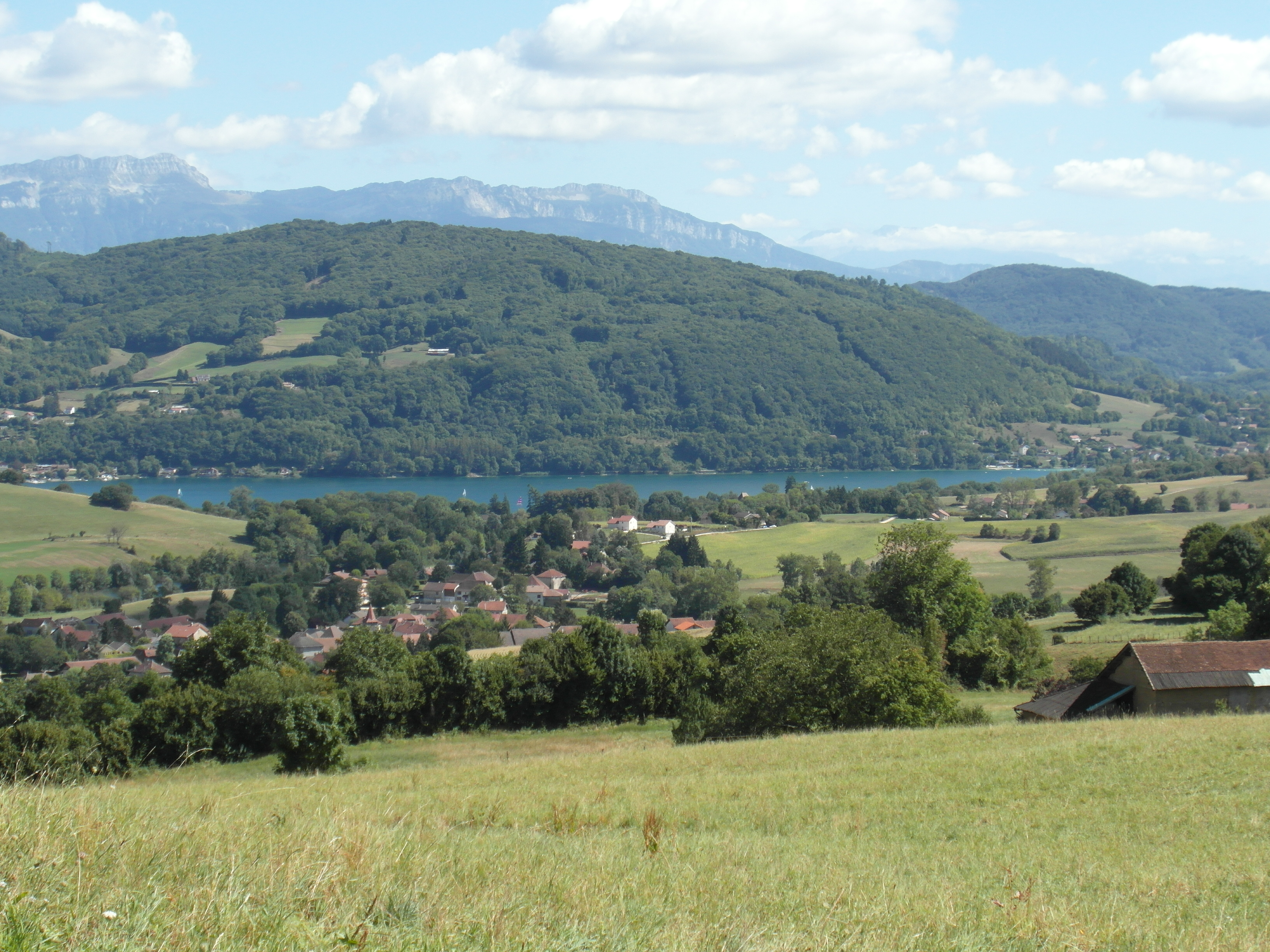
Vue sur le lac et le village du Pin depuis le versant occidental

#### L'alimentation du lac
L'alimentation du lac s'effectue par deux ruisseaux qui sont donc indirectement deux affluents de la Fure : 
- le Courbon, ruisseau d'une longueur 3,7 km qui prend sa source à Montferrat et rejoint le lac à Paladru (commune des Villages du Lac de Paladru)[13] ;
- le Surand, également connu sous le nom de Chantabot, ou de ruisseau des Marais, s'écoulant depuis le village Pin est un émissaire de l'étang du Vivier, plan d'eau situé sur le territoire de la commune de Valencogne.

Un apport par des sources sous-lacustres est attesté par l'importante différence entre la somme des débits entrants et le débit sortant.

#### La source de la Fure
Le lac de Paladru donne naissance à la Fure sur le territoire de la commune de Charavines constituant ainsi son principal émissaire. Le nom de ce cours d'eau évoque la violence du torrent primitif.
Cette rivière rejoint l'Isère à Tullins, après un parcours d'une vingtaine de kilomètres et la traversée du territoire de Rives, ville renommée au Moyen Âge pour la qualité de ses épées, puis des communes de Renage et de Tullins. Le vallon de la Fure a connu du XVIIIe au début du  XXe siècle un destin industriel prospère (aciéries, papeteries). Une prise en surface et un éclusage furent aménagés en 1869 pour réguler le cours de la Fure en saison sèche et permettre l'exploitation de toutes ces usines.

### Climat
Pour un article plus général, voir Climat de l'Isère.
Le tour du lac présente un climat tempéré frais à tendance continentale. L'orientation nord-sud et l'altitude relativement élevée font que la moyenne thermique annuelle se situe autour de 10 °C avec une amplitude d'une vingtaine de degré. La pluviométrie est irrégulière avec des maximums en juin et octobre à la faveur des remontées des masses d'air humide de la Méditerranée. Le mois de janvier est le plus froid, avec des gels fréquents. En revanche le début de l'automne est particulièrement doux.
- Tableau de températures pour l'année 2016 à Paladru (village)

| Mois                              | jan. | fév. | mars | avril | mai  | juin | jui. | août | sep. | oct. | nov. | déc. |
| --------------------------------- | ---- | ---- | ---- | ----- | ---- | ---- | ---- | ---- | ---- | ---- | ---- | ---- |
| Température minimale moyenne (°C) | 1,6  | 3    | 2,3  | 7,1   | 9,5  | 14,5 | 15,7 | 14,6 | 13   | 6,5  | 3,9  | −3,8 |
| Température maximale moyenne (°C) | 9,3  | 11,3 | 13,4 | 17,1  | 21,3 | 25,8 | 28,8 | 29,1 | 26,6 | 16,8 | 11,6 | 6,6  |

## Histoire
Pour un article plus général, voir Histoire de l'Isère.

### Préhistoire et Antiquité
Le site, peu favorisé par son climat et la pauvreté des sols, fut temporairement occupé durant le Néolithique (site des baigneurs - voir infra), puis pendant la période gallo-romaine, mais sans que l'on y ait découvert des restes de villa à proximité immédiate du lac.
Au début de l'Antiquité, le territoire des Allobroges s'étendait sur la plus grande partie des pays qui seront nommés plus tard la Sapaudia (ce « pays des sapins » deviendra la Savoie) et au nord de l'Isère.

### Moyen Âge
Au début de l'ère médiévale, l'ensemble de la zone lacustre dépend du comté carolingien de Sermorens créé tardivement au IXe siècle et qui est rattaché à la Francie médiane, puis au royaume de Provence.
C'est au cours du XIe siècle qu'un essor démographique et économique entraîna une colonisation durable des rives du lac (site des chevaliers-paysans - voir infra). Au XIIe siècle, le lac de Paladru est dans la zone frontière des principautés de Savoie et du Dauphiné que ni l'une ni l'autre ne dominent complètement. Cette situation trouble favorise l'émergence de baronnies telle que la Maison des Clermont. En 1340, ces derniers prêteront hommage au Dauphin pour les châteaux de Virieu, Paladru, Montferrat, Saint-Geoire-en-Valdaine, tous à proximité du lac. Dès lors le site suivra le sort du Dauphiné et sera intégré au royaume de France.

### Période moderne et contemporaine
Selon de nombreux registres paroissiaux des villages environnants au cours de l'hiver de l'année 1766 :
«  Le lac de Paladru est gelé depuis les rois et aujourd’hui, vingt-sept de janvier, je me suis allé promener jusqu’au millieu. J’ai porté une hache et ayant rompu la glace en plusieurs endroits, je l’ai trouvé épaisse d’un bon [mots illisibles] tant que j’ai pû étendre le pouce et le doigt du millieu. Le 10 février, elle avoit onze pouces [environ une trentaine de centimètres]. Le dégel est venu le onze février. Il avoit commencé, le 15 de décembre à faire froid. Le 23 février, j’ai encore été au milieu du lac sur la glace vis-à-vis de Verard [Vers Ars ?] où j’ai mesuré cent pieds d’eau sous moi avec un fil. Le 6 de mars, la glace cachoit encre les trois quarts du lac. Le 12, elle a disparu. »

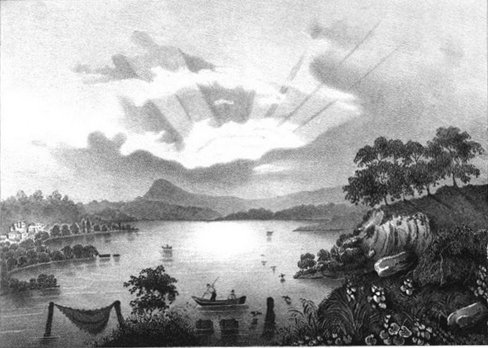
Le lac de Paladru au XIXe siècle, illustré par Alexandre Debelle (1805-1897).

Durant les années 1909 à 1913, le lac servit de terrain d'expérience pour des prototypes d'hydravion construits par Raymond de Montgolfier, un descendant de la célèbre famille.
La Via Gebennensis, un des chemins du pèlerinage de Saint-Jacques-de-Compostelle, longe la rive du lac.
Lors de la lutte contre l'incendie qui frappe les pentes du plateau du Grand-Ratz entre Voreppe et La Buisse en août 2022, l'eau utilisée par les canadair d'intervention sur le site a été prélevée dans le lac de Paladru.

## Archéologie
Le secteur du lac héberge plusieurs sites archéologiques remarquables.

### Le site néolithique
Des prospections menées sur les rives du lac en 1976 n'ont identifié aucun autre site préhistorique que celui de la rive sud, dit « des Baigneurs » près de Charavines. Il a été identifié en 1904 à l'occasion d'une baisse importante du niveau des eaux. D'une surface d'environ 1 500 m2, il a fait l'objet d'une fouille systématique sur 450 m2 de 1972 à 1986. Il a été occupé au Néolithique, deux fois à bref intervalle de 2668 à 2646 et de 2611 à 2592 av. J.-C. d'après les analyses dendrochronologiques.
Selon le catalogue publié par le musée de la maison du parc de Paladru, les objets d'origine néolithique, tous datant du Néolithique récent, sont : un hameçon double en cuivre ; un poids de filet en calcaire ; deux poids de filet en quartzite ; une rame en hêtre et un fragment de pirogue.
Contrairement aux premières hypothèses, il ne s'agissait pas d'habitations sur l'eau, mais de huttes construites sur pilotis plantés sur la terre ferme au bord du lac, formant un village palafittique. À la fin de la première occupation, les habitants ont pris le temps d'emporter tout ce qui était utilisable avant d'abandonner le village. Un groupe est arrivé environ 40 ans plus tard, il a construit des maisons au même endroit, et a séjourné là une vingtaine d'années, mais cette fois le départ a été provoqué par une montée brutale et rapide des eaux poussant les habitants à abandonner de nombreux objets encore utilisables.
Cette montée des eaux a été définitive et a permis une bonne conservation des vestiges. Entourés d'une palissade légère, les deux villages successifs étaient organisés autour d'une place centrale empierrée par les restes des "pierres de chauffe", quartzites utilisés pour la cuissons des aliments, les vases n'étant pas capables de supporter le feu direct sur les foyers. Les activités domestiques et artisanales (taille du silex et fabrication de vases, cuillères, peignes à tisser) comme l'évacuation des déchets sont similaires pour les deux villages. Les villageois commerçaient avec des communautés lointaines (ambre de la mer Baltique, vase et cuivre du Languedoc, vases du Centre-ouest de la France, haches polies du Piémont ou de Suisse). Leurs vases étaient exportés vers le lac de Bienne en Suisse ou celui de Chalain dans le Jura.
Une exposition permanente était installée à l'ancien musée archéologique du lac de Paladru à Charavines, avant sa fermeture.

### Le site des «chevaliers-paysans de l'an Mil»
Le site archéologique de Colletière, situé à Charavines, est aussi célèbre pour ses chevaliers paysans.
Il existe en réalité trois sites contemporains : Pré d'Ars, les Grands Roseaux et Colletière.
C'est le site de Colletière qui a fait l'objet de fouilles systématiques. Sa fondation est datée de 1003 par dendrochronologie. Les trois sites seront abandonnés simultanément vers 1035, à cause d'une montée des eaux. L'émergence du pouvoir civil et des châtellenies environnantes (Paladru, Clermont, Virieu) à la même époque peut évoquer un passage direct d'un mode d'exploitation à un autre.
Les constructions ont été faites à même le sol sur une plage de craie et non sur pilotis. Les sites subaquatiques permettent une conservation des restes organiques et donc une documentation extrêmement riche. Colletière présente aussi l'intérêt de n'avoir connu ni réoccupation postérieure à l'an mil, ni modification de conditions du gisement.
Les fouilles ont été faites, après carottages sédimentaires, par carroyage général et prélèvement manuel.

## Faune et flore

### Les oiseaux
De nombreuses espèces d'oiseaux nichent dans les marais ou les roseaux du lac : hérons cendrés, grèbes, locustelles, rousserolles, bruants des roseaux, cincles plongeurs, bécassines des marais, martins-pêcheurs, canards, sarcelles, macreuses, foulques, cygnes. Le marais de la Véronière, situé sur la commune de Montferrat au nord du lac, est classé zone naturelle protégée. Les roselières sont également protégées (150 ha), un arrêté préfectoral interdit d'y accéder et de les détruire.
L'une des activités de l'Association des Ayants-Droit de Colletière est de protéger la roselière de Colletière. Les membres de l'association sont très actifs dans la préservation du site de Colletière. En plus de la vigilance à faire respecter l'arrêté préfectoral qui protège la roselière, les membres de l'association s'emploient à nettoyer les berges et à entretenir les frayères en plantant des branches de saules pour assurer un espace de fraie suffisant aux poissons.

### Les poissons
Le lac recèle une faune aquatique diversifiée : brochets, carpes, perches, tanches, ombles chevaliers, truites lacustres, corégones, gardons, ablettes, carassins, achigans, écrevisses.
Bien que l’amélioration des eaux du lac permette la vie du poisson, la reproduction naturelle des brochets n'y est pas encore possible. C'est pour cette raison que l'association des ayants droit de Colletière, avec l'aide du département qui lui a concédé la jouissance gratuite de la parcelle 119 de Colletière, a pu autofinancer et construire sa propre pisciculture, inaugurée le 3 juin 2000.
Chaque année en collaboration avec l'APPMA et par dérogation, les brochets géniteurs sont prélevés et leur semence est collectée. Les œufs fécondés sont mis en incubation dans des bouteilles alimentées soit en eau du lac, soit en eau de la source Ribeaud. Dès l'éclosion les alevins sont mis en bac et nourris par le phytoplancton récolté par filet dans le lac. Arrivés à maturité, les alevins sont relâchés dans le lac.

## Activités

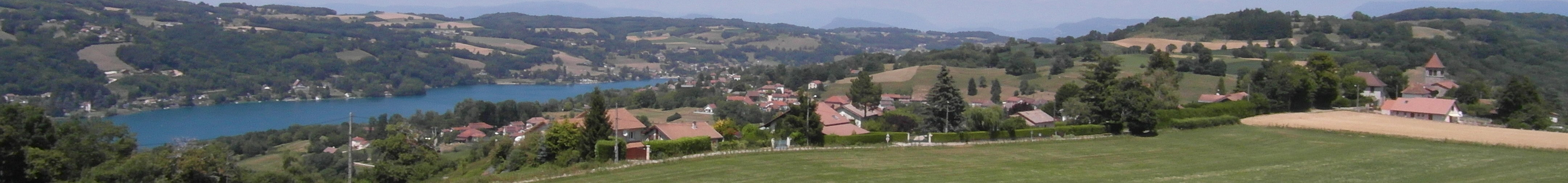
Le lac de Paladru, vers le nord-ouest, depuis Bilieu

### Propriété et exploitation du lac
Il s'agit d'un lac privé, propriété de la société civile du lac de Paladru fondée le 24 juin 1874. Ce statut est le résultat d'un imbroglio juridique et d'une série de procès s'étendant sur tout le XIXe siècle. Outre le fait que la société civile du lac de Paladru soit propriétaire du terrain, dernièrement, un arrêt rendu par la cour d'appel de Grenoble en date du 4 février 2008 a statué sur le fait que la société civile du lac de Paladru était propriétaire de l'eau.

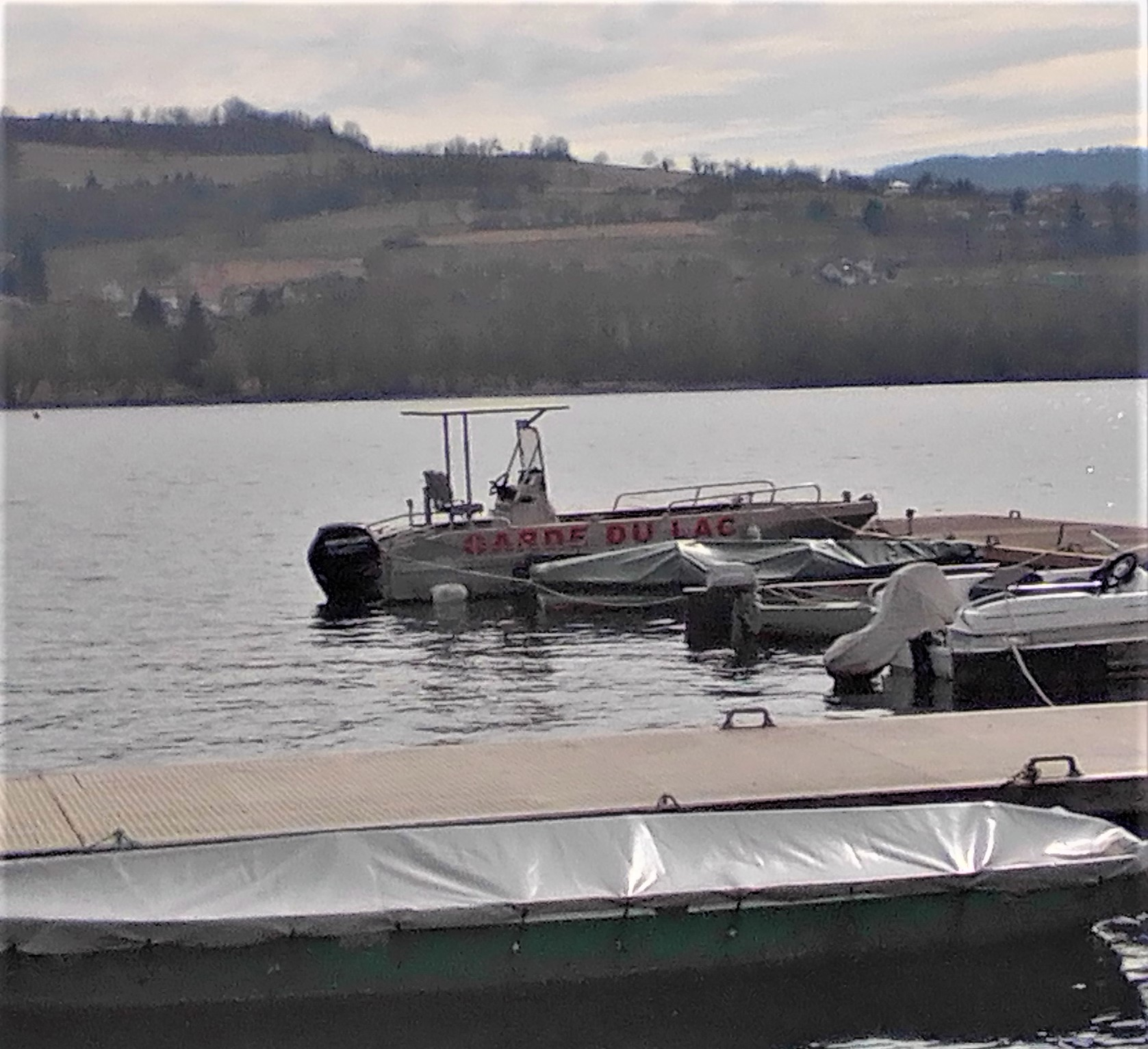
Embarcation de surveillance du lac de Paladru en mars 2022

Le stationnement de tout bateau est limité aux appontements ou aux pendilles aménagées ainsi qu’aux bouées autorisées par la société du Lac et sous la surveillance du d'un garde assermenté, la navigation n’étant autorisée qu’entre une demi-heure avant le lever du soleil et une demi-heure après son coucher
À l'origine, la propriété du lac était partagée par droit féodal entre le marquis de Pons-de Tourzel, héritier des Clermont, le marquis de Barral, qui fut maire de Grenoble, et les Chartreux de la Sylve Bénite. Les habitants du hameau de Colletière (commune de Charavines) bénéficiaient d'un droit de pêche consenti par le seigneur de Clermont.
À la Révolution, les Chartreux sont chassés et leurs biens immobiliers vendus, les Pons-de-Tourzel émigrent, les Barral renoncent à leurs droits féodaux. Dès lors, les revendications des communes et des riverains se heurtent aux fermages renouvelés par les anciens propriétaires de retour d'émigration (les Tourzel en 1808) ou revenant sur le renoncement à leurs droits (cas des Barral). L'État intervient également dans les instances. En définitive, les tribunaux reconnaissent la validité des transactions (baux et ventes) passées par les premiers propriétaires et permettent la constitution de la Société civile.

### Historique des projets
- Projet sans suite du conseil général - An II (1794) : l'asséchement du lac par abaissement du seuil de la Fure pour gagner des terres labourables.
- Projet sans suite de l'Administration des mines - 1849 : l'utilisation des eaux du lac pour arroser la plaine de la Bièvre pendant les quatre mois d'été. Le projet nécessitait de surélever le seuil de la Fure, et donc de noyer une partie des communes de Paladru et Charavines.
- Projet réalisé : l'aménagement de la vallée de la Fure[24].

### Pèche
Selon l'AAPPMA locale, créée en 1945, le lac est classé en deuxième catégorie et la pèche (en bateau ou sur les rives) n'est autorisée qu'une demi-heure avant le lever du soleil jusqu’à une demi-heure après son coucher,.

### Activités touristiques et sportives

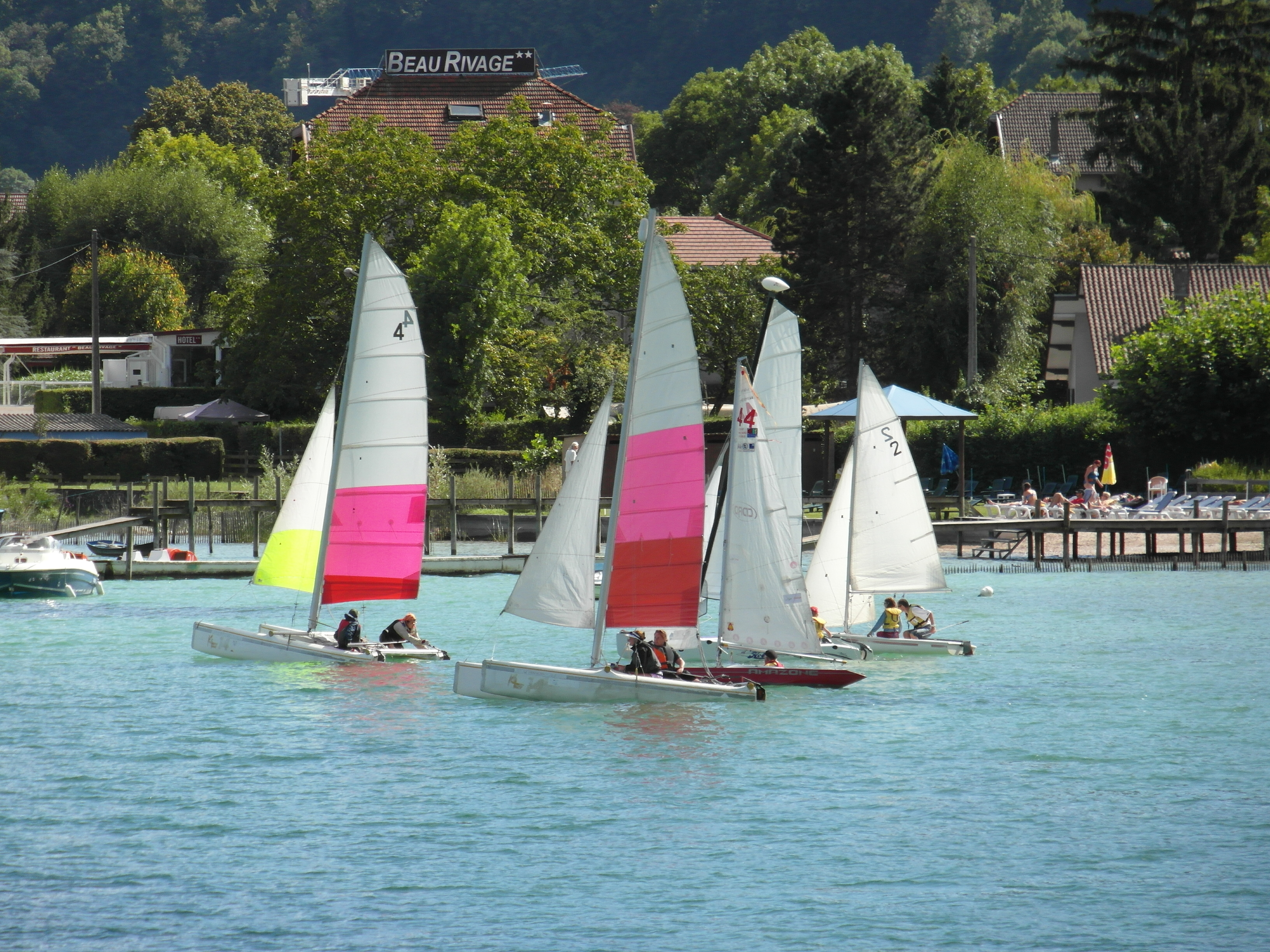
Régate entre amateurs sur le Lac de Paladru

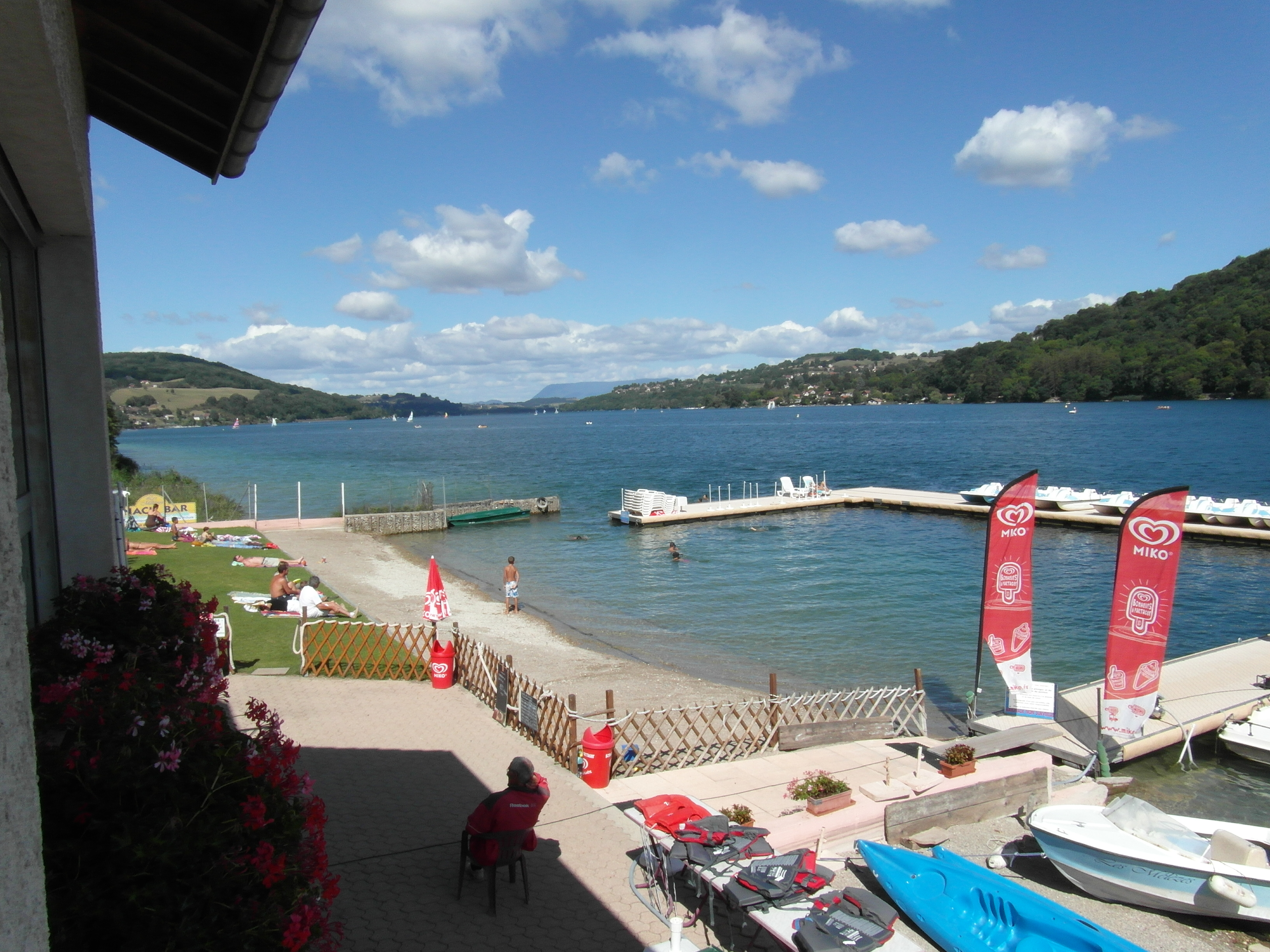
le lac de Paladru depuis une des plages privées (entre Charavines et Le Pin)

Le tourisme autour du lac associe l'intérêt culturel à la détente et aux loisirs, notamment en période estivale pendant laquelle de nombreuses manifestations sont organisées. Le site est très fréquenté par les Grenoblois, l'agglomération étant située à environ 45 minutes en voiture.
Le pays est labellisé par le ministère de la Culture comme Pays d'Art et d'Histoire des Trois Vals - Lac de Paladru. Un office de tourisme est situé sur la commune de Charavines, à proximité de la plage. Une plaquette de présentation du lac avec l'indication des diverses activités et des lieux d'hébergement est à la disposition des visiteurs.

#### Équipement hôtelier
L'hôtellerie renforce ses capacités pendant la saison (hôtels-restaurants, chambres d'hôtes, campings) notamment à Charavines et Paladru. Il existe également des campings, des gîtes ruraux et des chambres d'hôtes.

#### Équipement sportif
Sur le plan sportif, détente ou loisirs, l'éventail est vaste, dont notamment :
- quatre plages privées ou municipales sont à baignade surveillée. celle de Charavines est gratuite, alors que celles de Montferrat, de Paladru et du Pin sont à accès payant[28].
- la navigation sur le lac est contrôlée par la Société civile du lac (délivrance d'autorisation)
- les écoles de voiles, ski nautique, plongées
- les écoles d'aviron du Lac bleu[29]
- le centre VTT et cyclotourisme avec de nombreux jeux de piste pour tous les niveaux, École MCF0
- de nombreux circuits pédestres et VTT autour du lac et dans les environs[o]
- le centre équestre des écuries du Lac Bleu sur l'ancienne commune du Pin[30].

La vallée de la Bourbre (Virieu) et le val d'Ainan (Chirens et Saint-Geoire-en-Valdaine) de chaque côté du lac de Paladru apportent un complément au site grâce à leurs équipements divers.

#### Événements sportifs
Le trail du lac de Paladru est divisé en trois tronçons selon l'âge et la capacité des participants (14, 24 et 50 kilomètres), le trail se déroule durant le printemps (généralement au mois d'avril). La troisième édition s'est déroulée le 23 avril 2017 ,
L'événement « À Bicyclette » se tient également chaque année en septembre depuis 2020. Pour l'occasion, le tour du lac est réservé aux mobilités douces (vélos, piétons, trottinettes,...) et de nombreuses animations sont proposées.

#### Musée archéologique du lac de Paladru

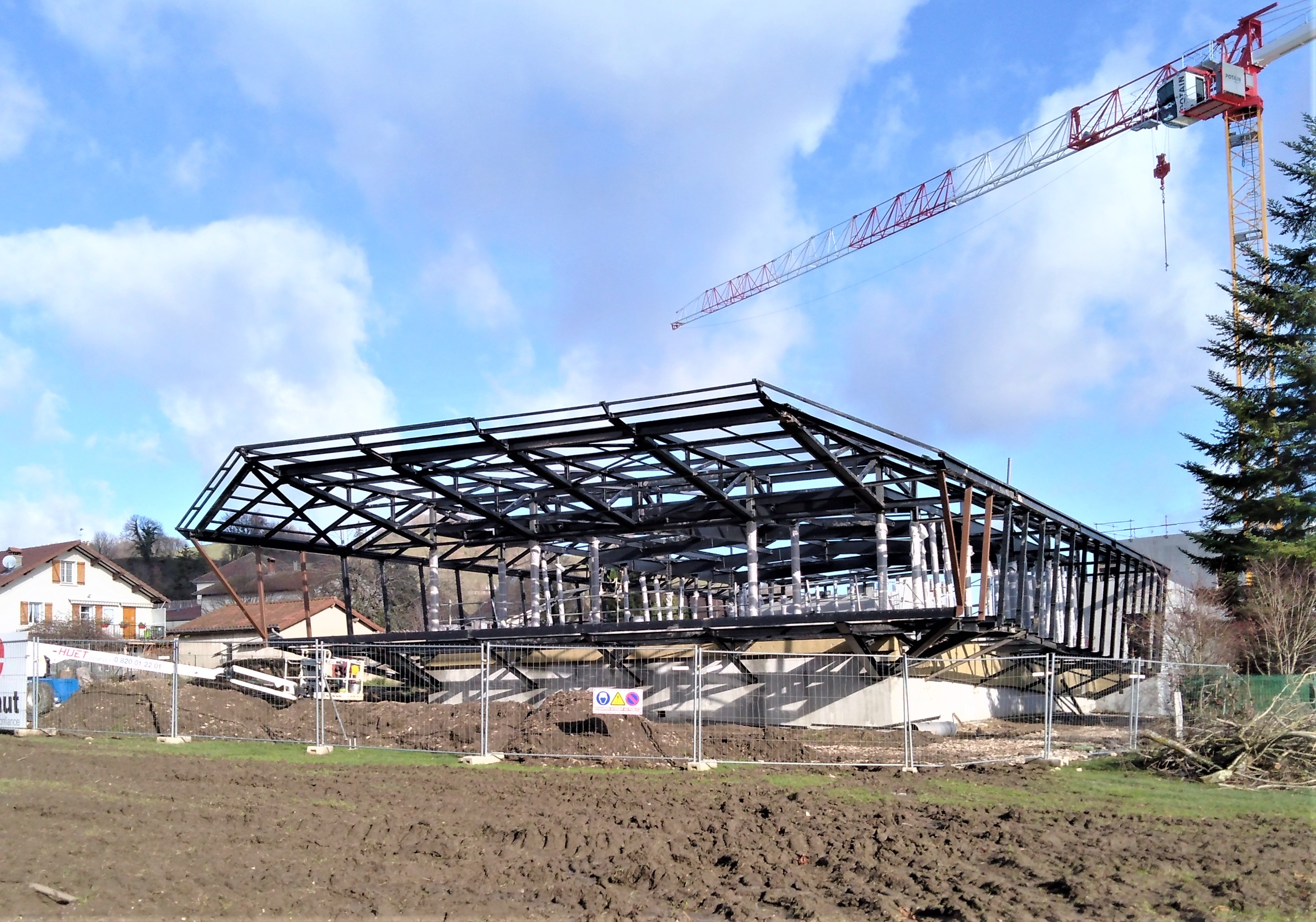
Chantier de construction du musée du lac de Paladru en décembre 2019

Un musée consacré à l'histoire du lac est installé sur le territoire de la commune des Villages du Lac de Paladru, dans le village de Paladru. Le bâtiment présente une surface de 1 200 m2 dont 600 m2, consacré aux expositions. Celui-ci, construit dans un  design contemporain, abritera des objets datant du Néolithique et du Moyen Âge avec les cavaliers-paysans de l’an mil.
À l'origine, ce nouveau musée archéologique devait ouvrir ses portes au public à la fin de l'année 2019, mais son ouverture a été reportée pour l'année 2021, puis au mois de juin 2022,. Il remplace le musée archéologique de Charavines, celui-ci ayant fermé définitivement ses portes au grand public en janvier 2018. Un an après son ouverture, le Musée dépasse largement les objectifs de fréquentation prévus.

## Dans la culture populaire
L'association intercommunale pour la sauvegarde du patrimoine des Terres froides (AHTF38) a été créée en mars 2021 à Val-de-Virieu avec pour mission « l’étude, la sauvegarde ainsi que la valorisation par tous les moyens possibles de l’histoire et du patrimoine de la région ».

### Les légendes d'Ars
En 1116, les Chartreux créent le monastère de la Sylve Bénite (sur le territoire de l'ancienne commune du Pin) à quelques kilomètres du lac. Un fils naturel de Frédéric Ire Barberousse étant frère convers au monastère, ce dernier bénéficie d'importantes donations et entre en conflit avec le village d'Ars (Arsa signifiant « brûlé »), peut-être un reste de la précédente colonisation littorale. Le village est détruit, mais on ignore quand et par qui.
En 1177, le pape Alexandre III confirme leurs privilèges aux Chartreux et la possession d'Ars. C'est ce texte qui révèle la destruction antérieure du village, car il interdit la reconstruction de la chapelle incendiée. Plus tard, l'abandon définitif du village fut la conséquence d'une simple montée progressive du niveau du lac.
C'est à partir de ces faits avérés que vont se bâtir différentes légendes. De tradition orale, elles seront transcrites par Louise Drevet dans ses Nouvelles et Légendes dauphinoises - Les légendes du lac de Paladru (1895).
- La Légende du pèlerin : un pèlerin se heurte à l'hostilité du village à l'exception d'une femme et de sa fille qui lui offrent l'hospitalité. Par sa malédiction, un gouffre s'ouvre et engloutit le village dans le lac. Seules les deux femmes hospitalières sont épargnées (D'autres légendes similaires existent pour d'autres lacs comme pour le lac de Saint-Point).
- La Légende de la dame blanche : la belle comtesse d'Ars accompagnée de son jeune amant va plaider la cause de son village auprès de l'empereur Frédéric Barberousse. Ce dernier accepte d'épargner le village à condition que la comtesse épouse son neveu. Elle accepte, contrainte. De retour, les deux amants empruntent une barque pour traverser le lac. Elle n'atteindra jamais l'autre rive.
- La Légende du chevalier d'Ars : le chevalier d'Ars est choisi par la belle Béatrice de la Buisse. Le seigneur de Maurienne, éconduit, vend son âme au diable et obtient par vengeance l'engloutissement du village.
- La Légende de la cloche d'or : plusieurs versions d'une cloche pêchée, retournant au lac du fait de maladresses, et conduisant au malheur du pêcheur.

### Le lac de Paladru dans les arts

#### Dans la littérature

##### Poésie
Les légendes du lac n'ont pas manqué d'inspirer les poètes. Voici quelques vers de Mlle A. Gardaz [réf. nécessaire] :
« Un jour un choc brûlant fit trembler les collines,
De sanglantes vapeurs noyèrent l'horizon
Les pierres et les eaux bouillaient dans les ravines
Des murs et d'ossements, ce fut un tourbillon !
La terre s'entr'ouvrit... Soudain un lac immense
Étendit son miroir et son morne silence. »,
un texte qui évoque un passage d'Orientales, poème de Victor Hugo :
« Une ville n'est plus et miroir du passé
Sur ses débris éteints s'étend un lac glacé. »

##### Récit
Le récit autobiographique, Les Terres froides, de l'écrivain et poète français, Yves Bichet, né à Bourgoin-Jallieu, relate son enfance dans une ferme de cette région, située non loin d'Izeaux, de Beaucroissant, de Torchefelon et du lac de Paladru (lieux cités dans l'ouvrage). Celui-ci a reçu le Prix Lettres frontière décerné à Nyons (Suisse) en 2001.

#### Dans la musique

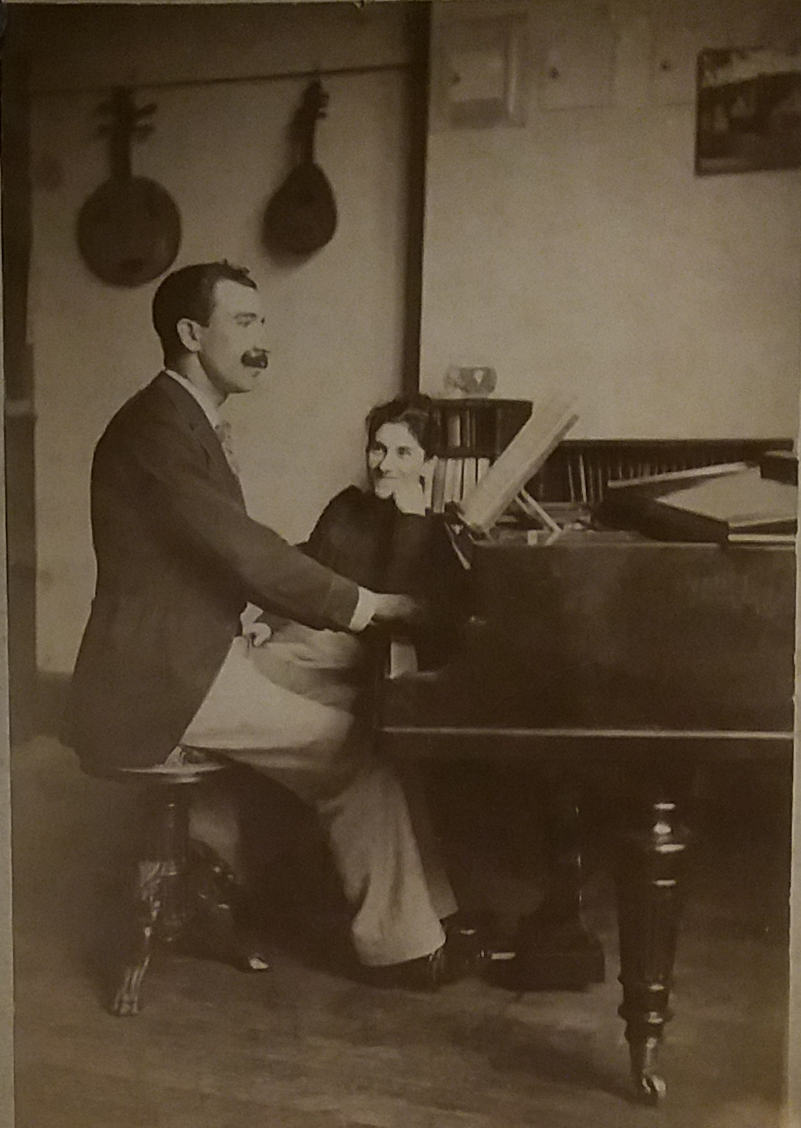
Georges Martin Witkowski et sa femme

Le lac a inspiré Georges Martin Witkowski, compositeur et chef d'orchestre français, directeur du conservatoire de Lyon qui composa, en 1921, un poème symphonique pour piano et orchestre intitulé  « Mon Lac ». L'œuvre comporte un prélude, un thème suivi de quatre variations :
- Prélude : Brises du matin
- Thème
- Bois et Labours
- Jeux aquatiques
- Glas
- Final

Un buste de ce compositeur, œuvre du sculpteur lyonnais Georges Salendre, est installé face au lac, sur le territoire de l'ancienne commune dont il fut le maire de 1919 à 1943.

### Dans les films
Sorti dans les salles en 1997, le film On connaît la chanson présente Camille, l'un des personnages du film d'Alain Resnais, interprété par Agnès Jaoui qui prépare une soutenance de thèse sur Les Chevaliers paysans de l'An Mil au lac de Paladru, inspirée du livre Chevaliers paysans de l'an mil au lac de Paladru, publié en 1993 par Michel Colardelle et Éric Verdelle.

## Sites naturels et espaces sensibles

### L'espace naturel sensible des marais de la Véronnière et du Courbon
Cet ENS est situé sur le territoire de l'ancienne commune de Paladru, en amont du lac, à l'entrée du ruisseau du Courbon et de plusieurs sources alimentant le plan d'eau.
Ce marais est l'unique zone humide riveraine classée du lac. Il joue un rôle fonctionnel important dans la régulation et l'épuration de l'eau, ainsi que dans la capacité d'accueil et de nourrissage pour l'avifaune migratrice et nicheuse et pour les populations de poissons.

### Photographies des paysages autour du lac

Quelques vues proches sur le Lac de Paladru
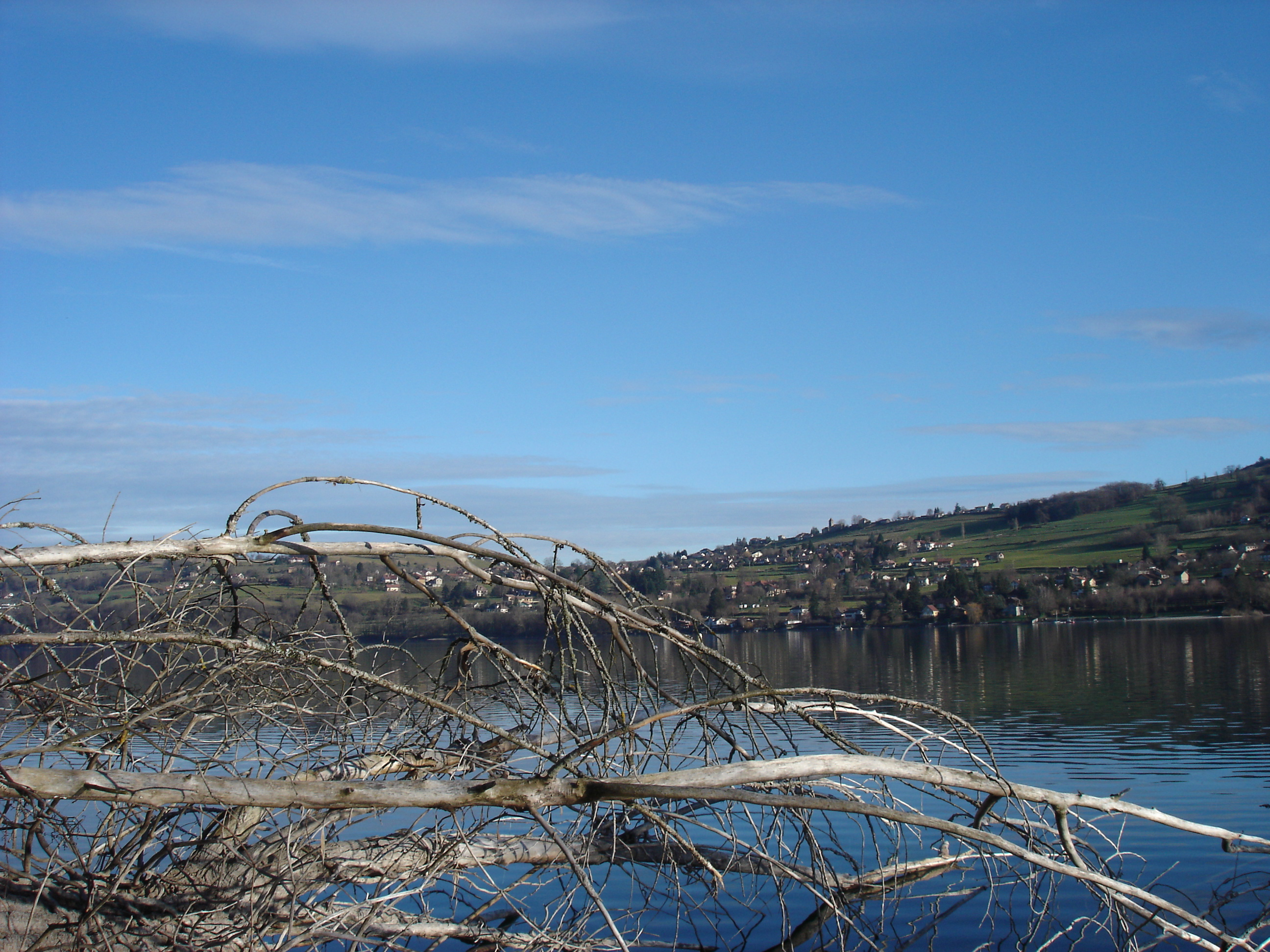
Ancienne commune du Pin.
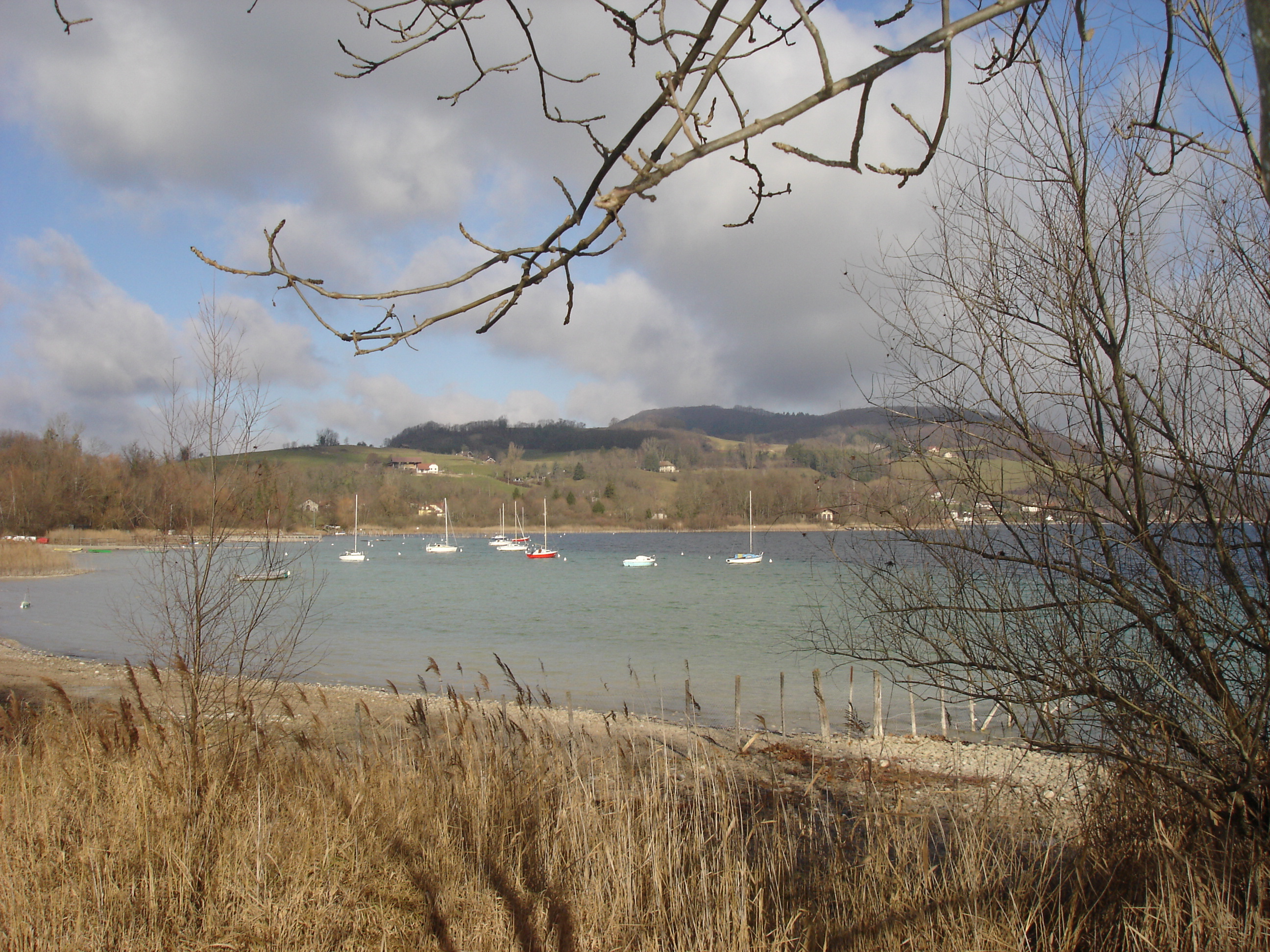
Ancienne commune de Paladru.
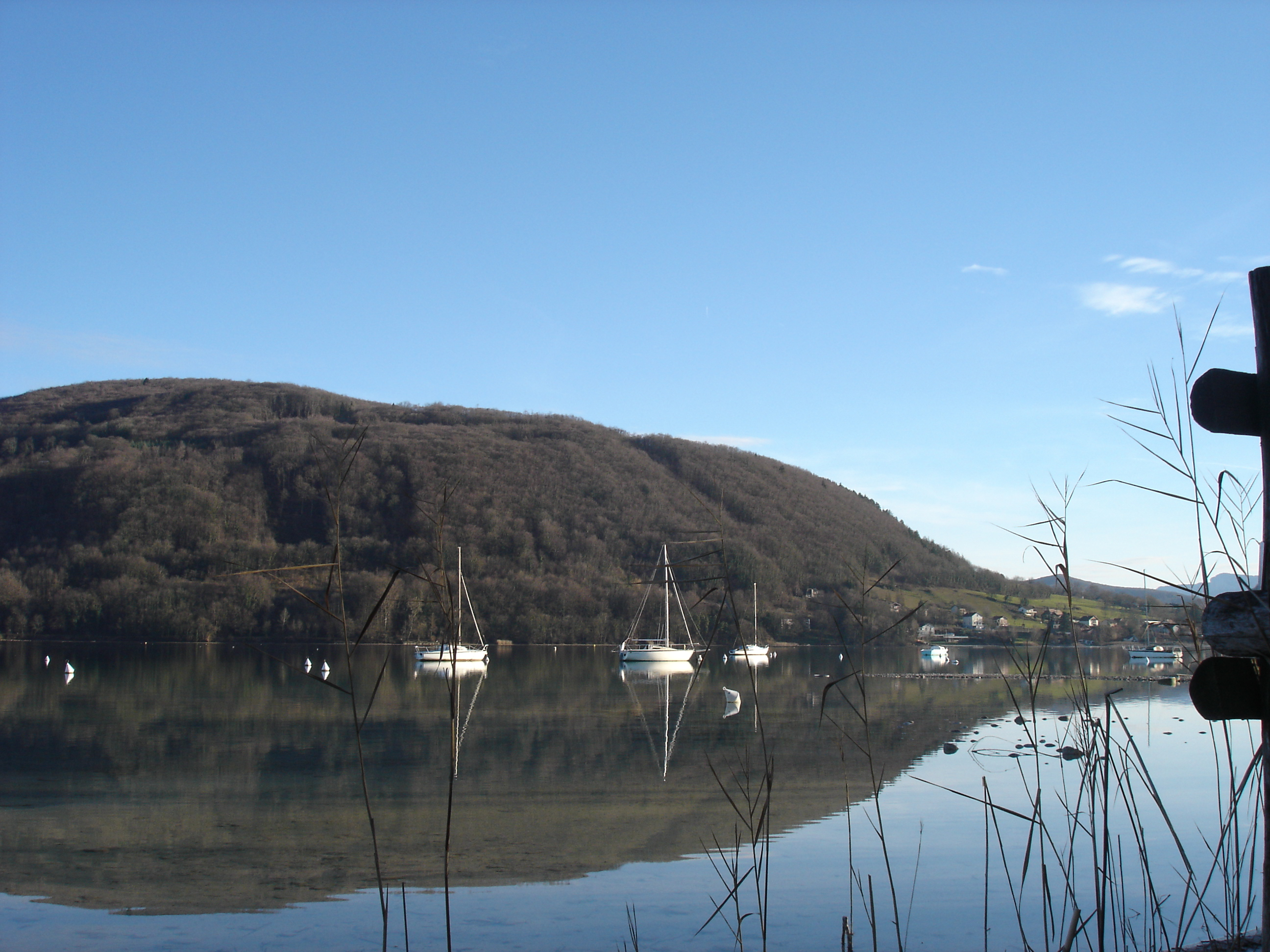
Ancienne commune de Paladru.
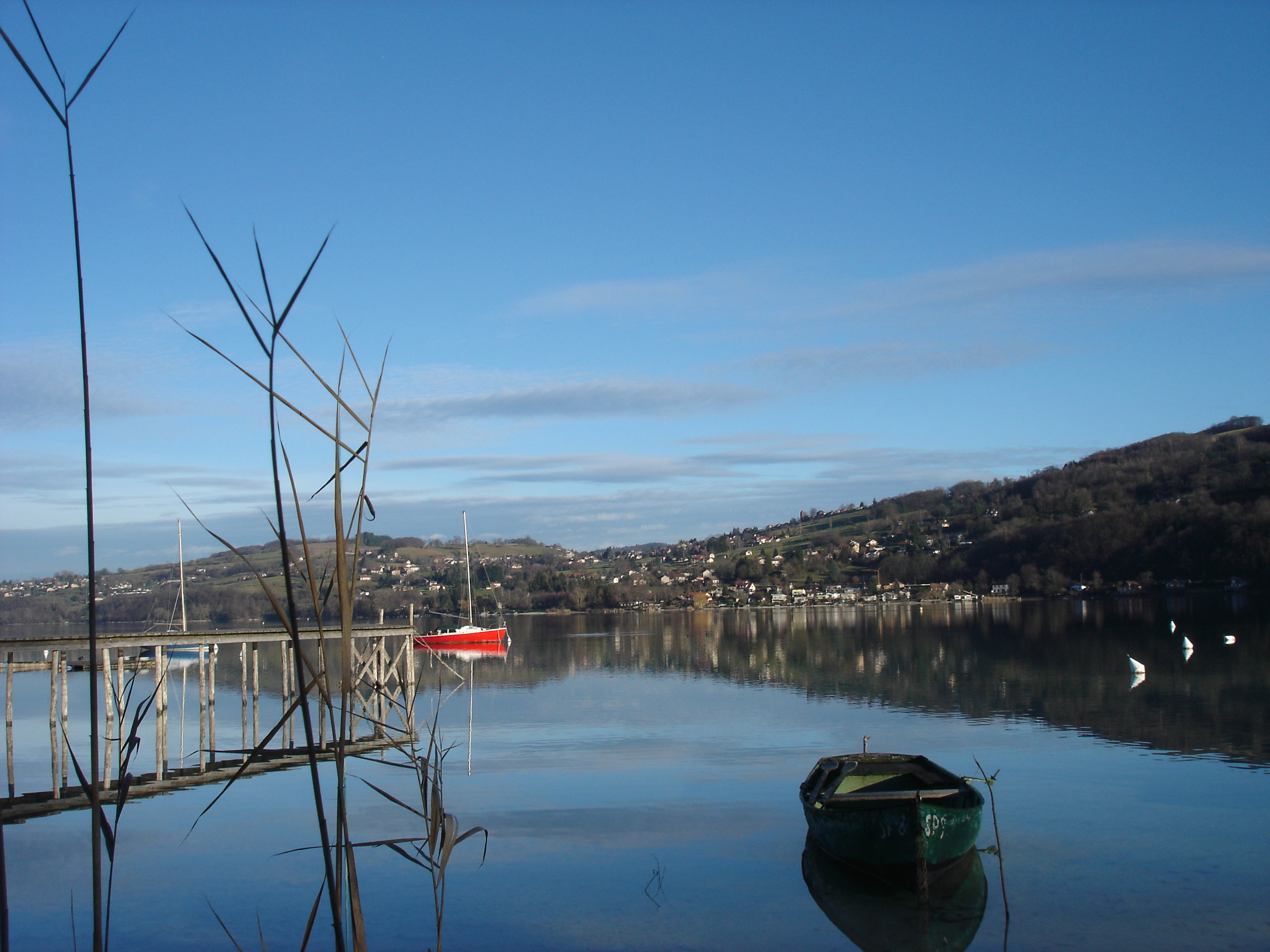
Commune de Charavines.
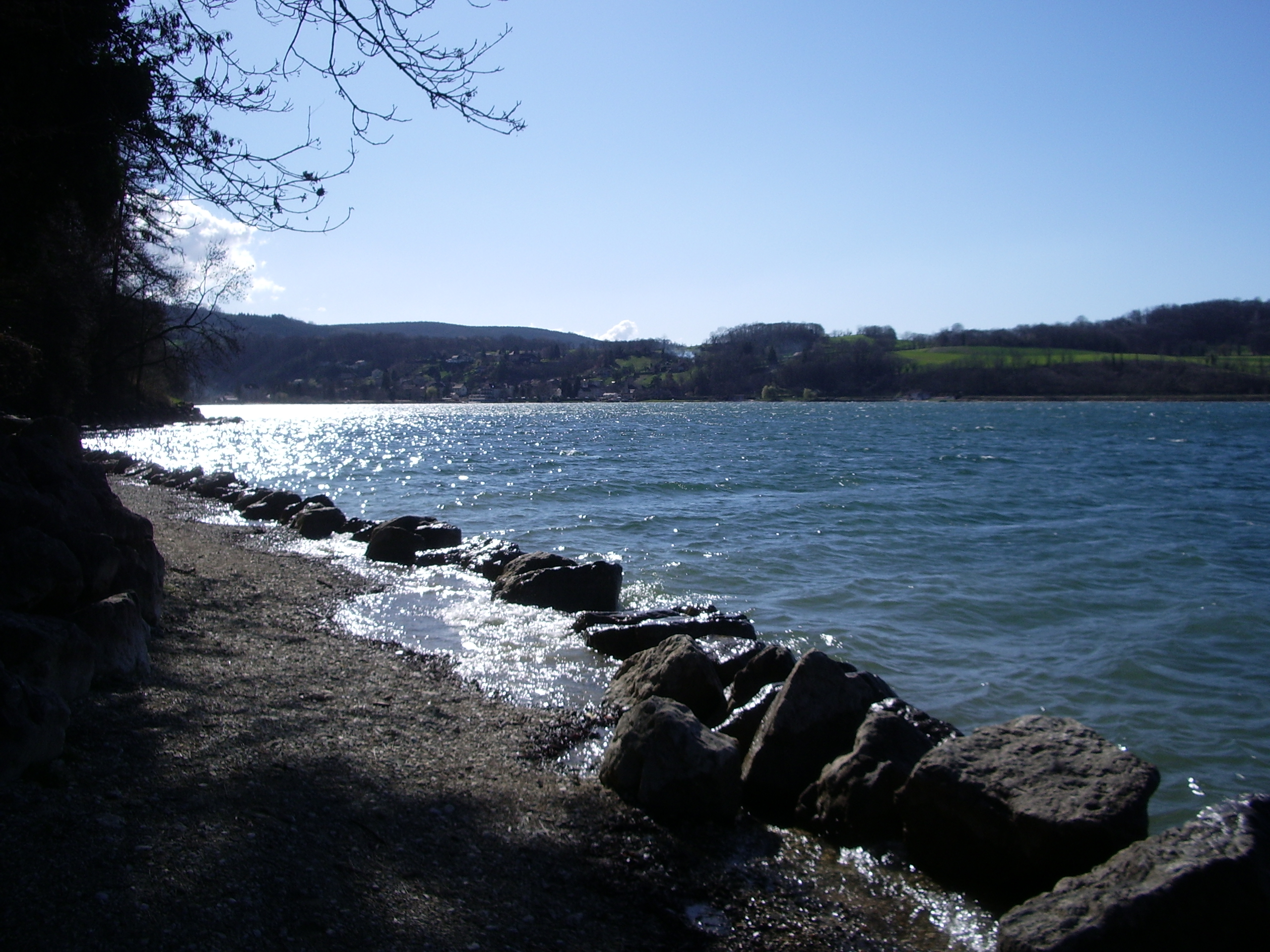
Commune de Montferrat.
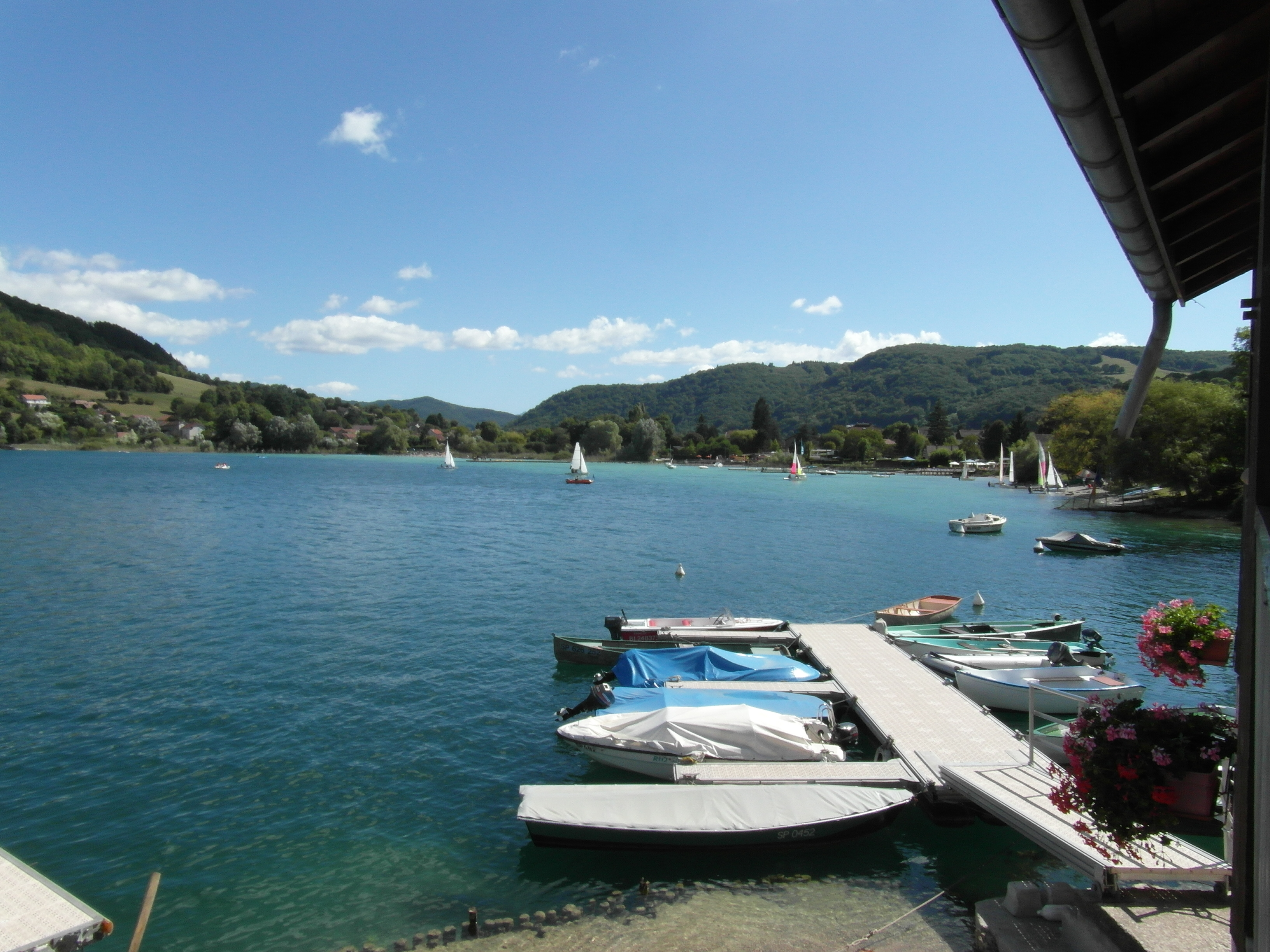
Ancienne commune du Pin.
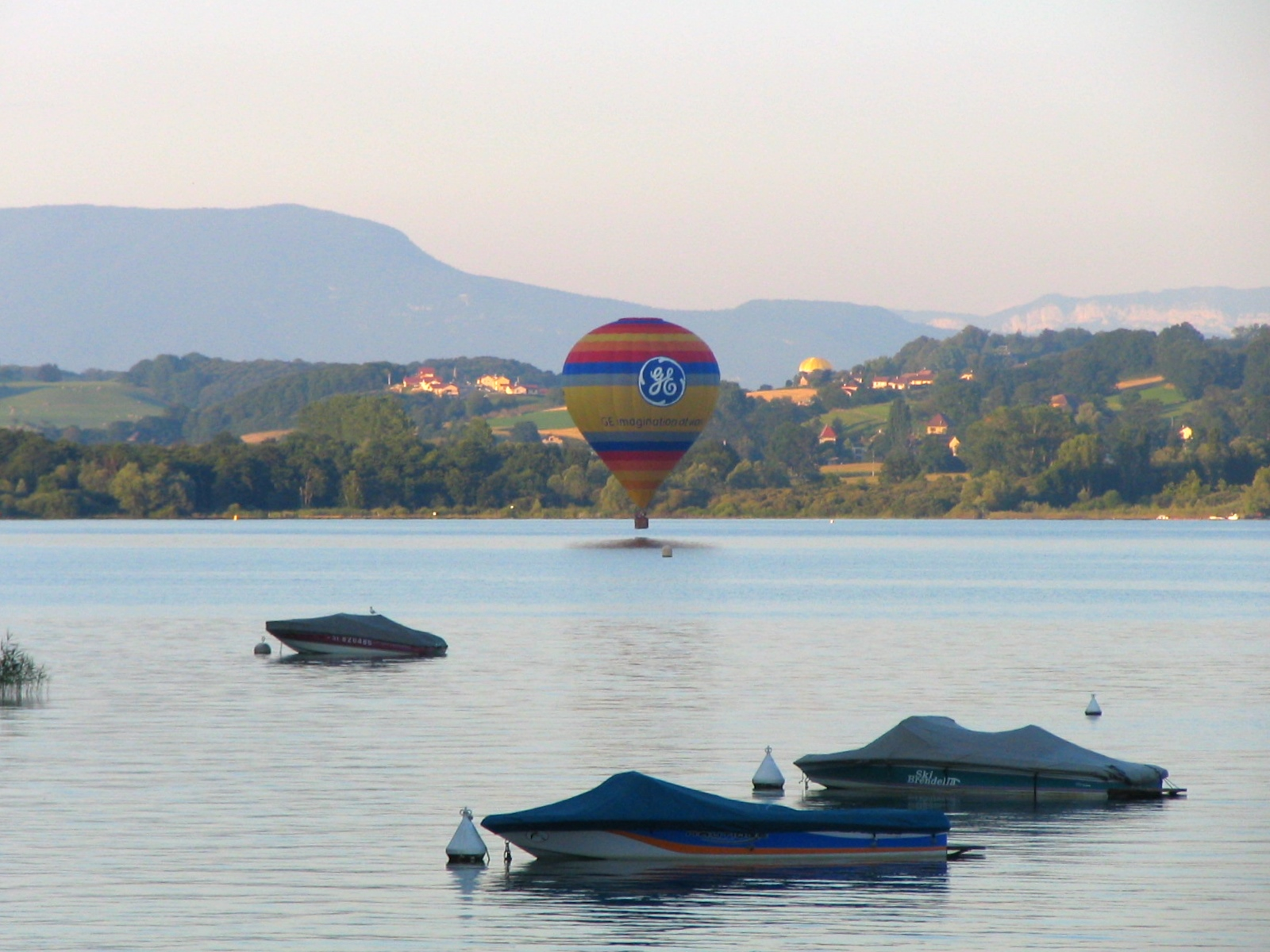
Montgolfière sur le lac.
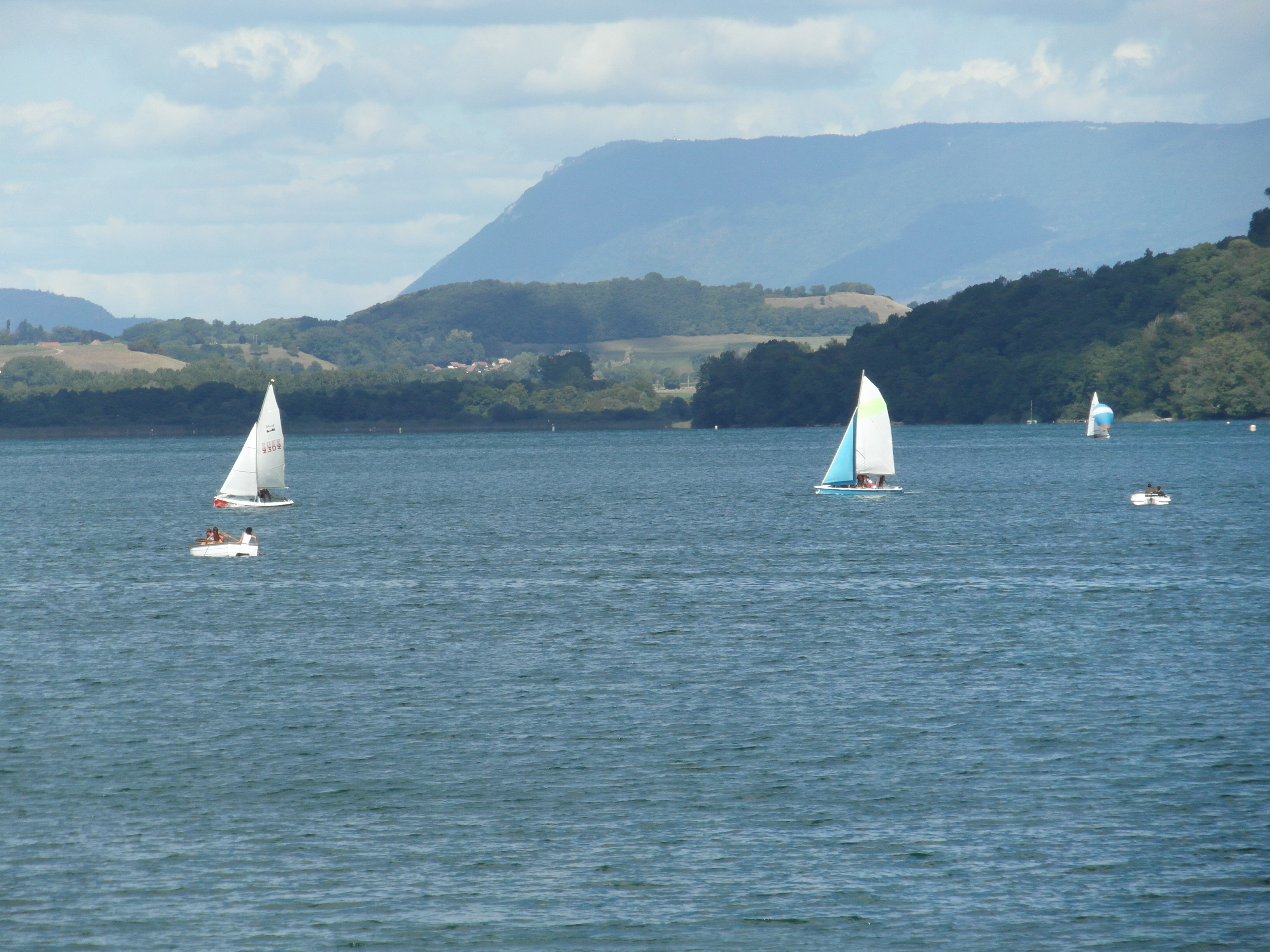
Depuis un pédalo (commune de Charavines).
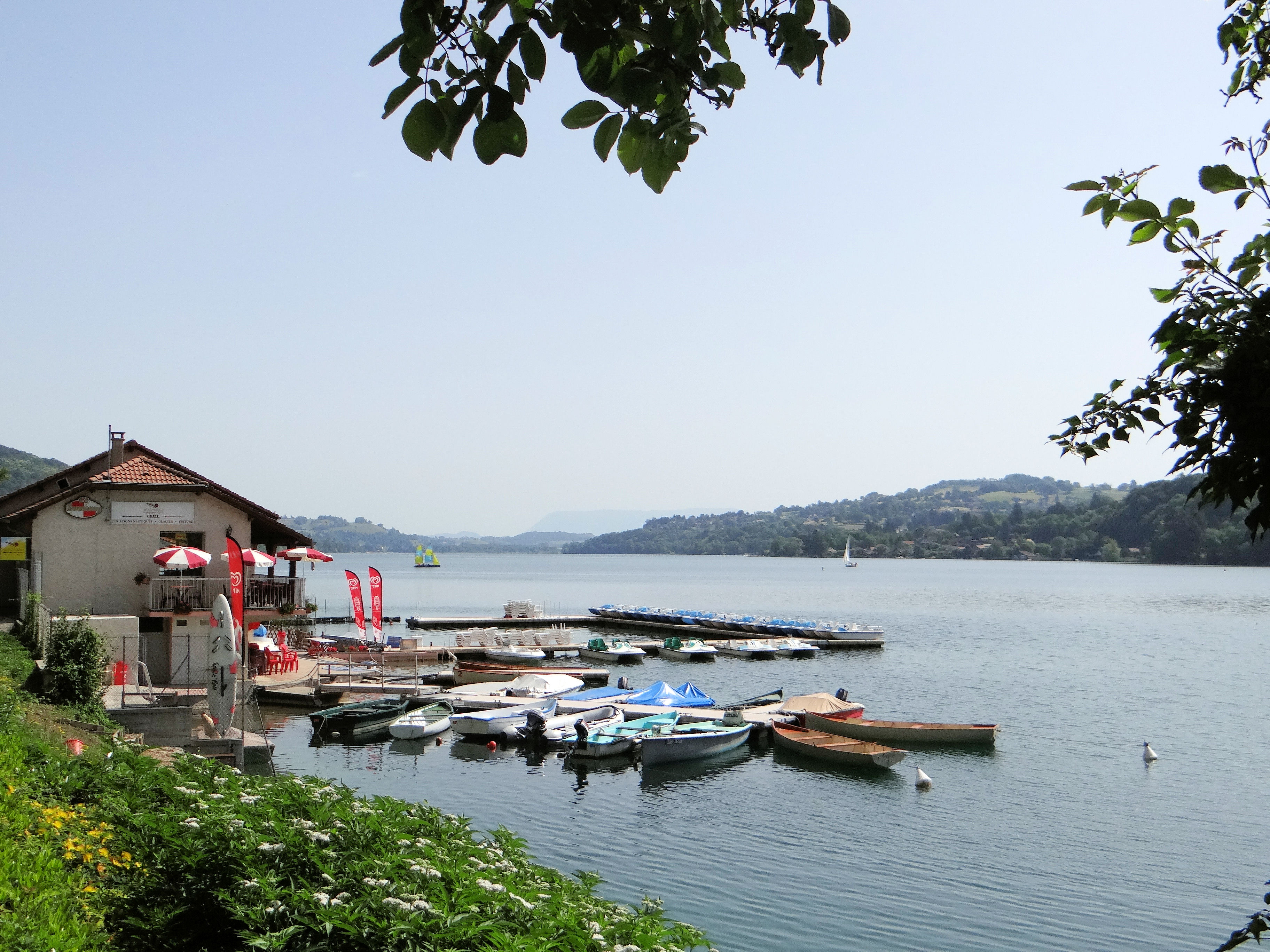
Commune de Charavines.
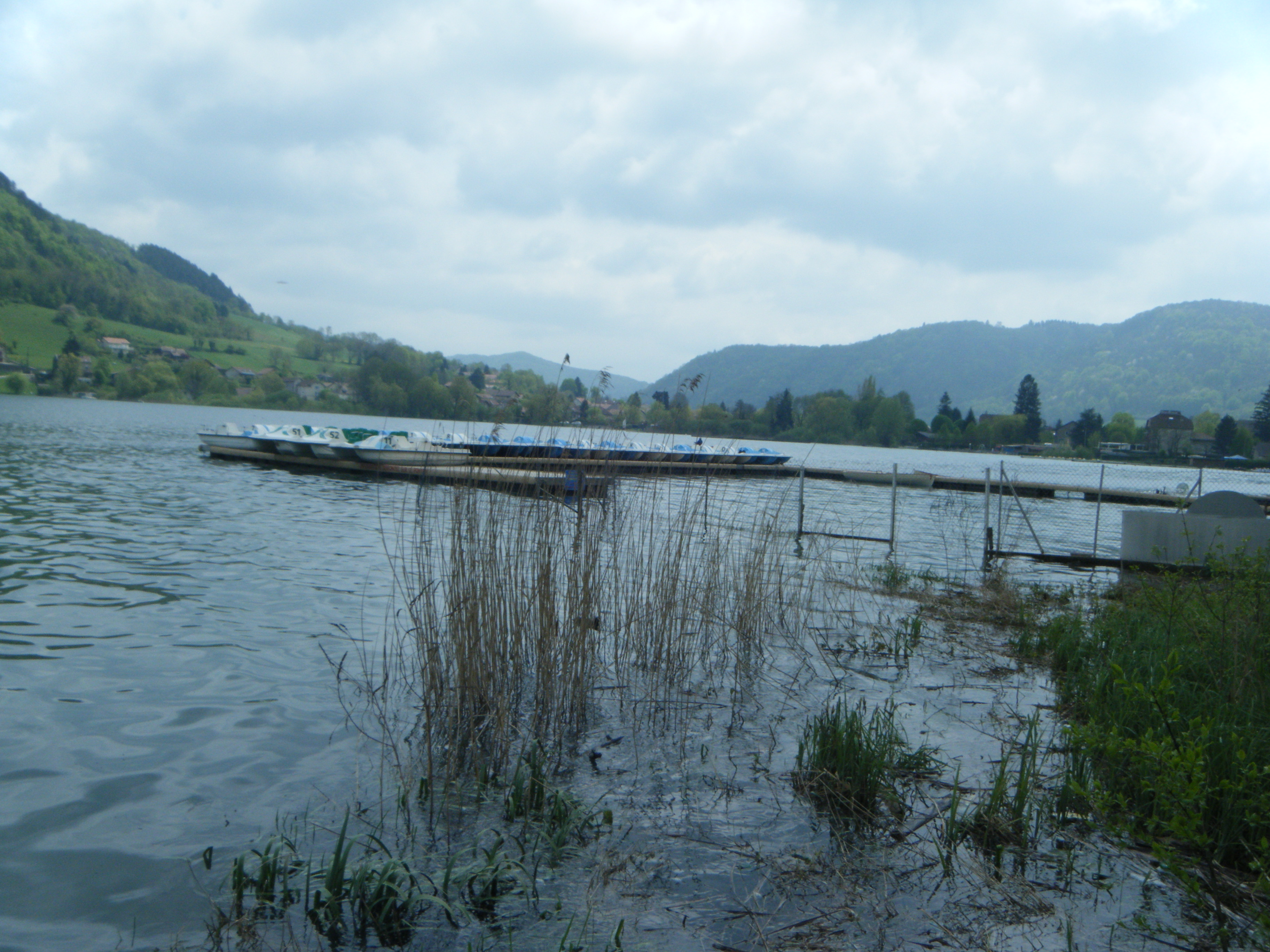
Ancienne commune du Pin.
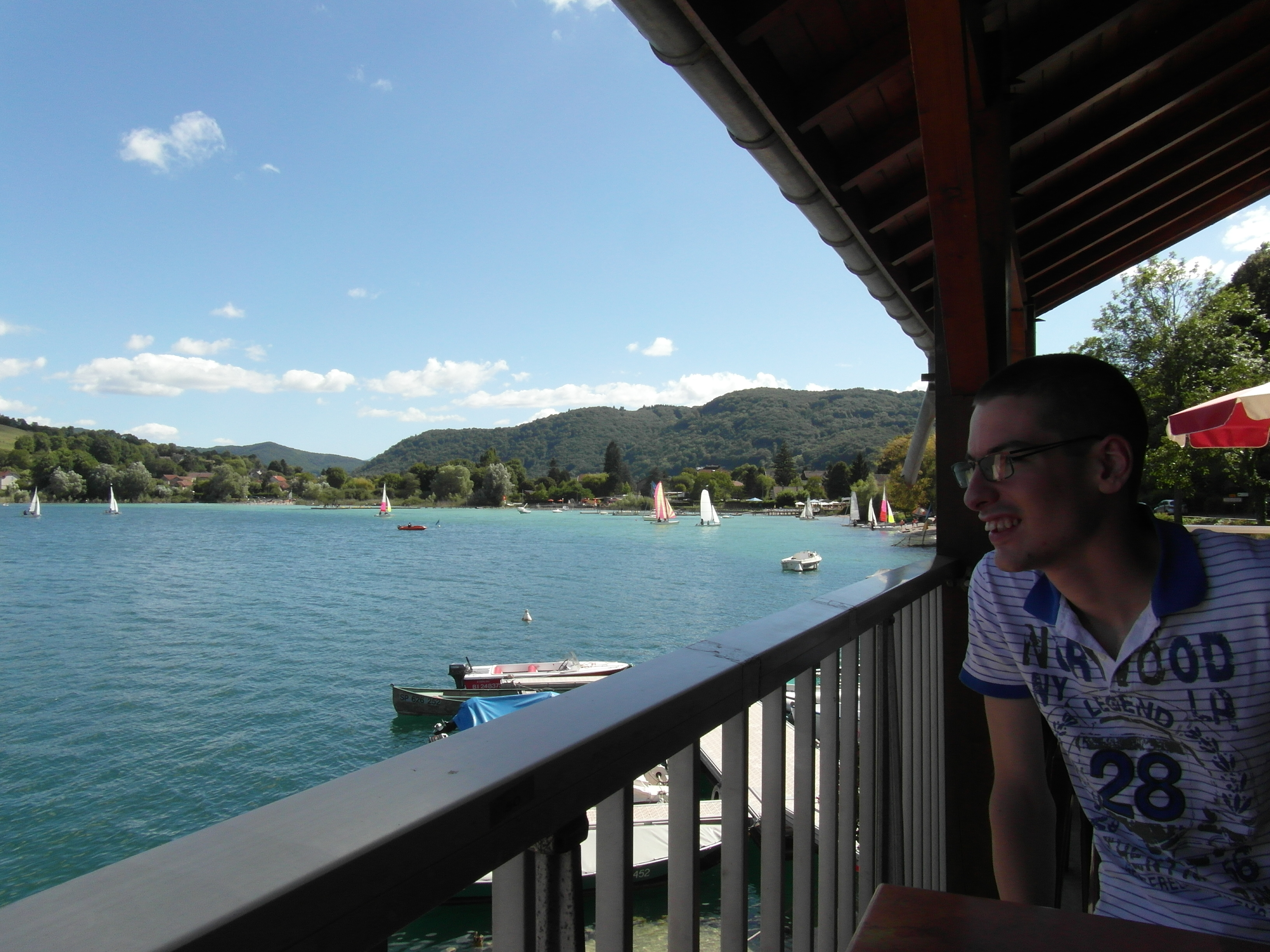
Lac de Paladru en août 2013.
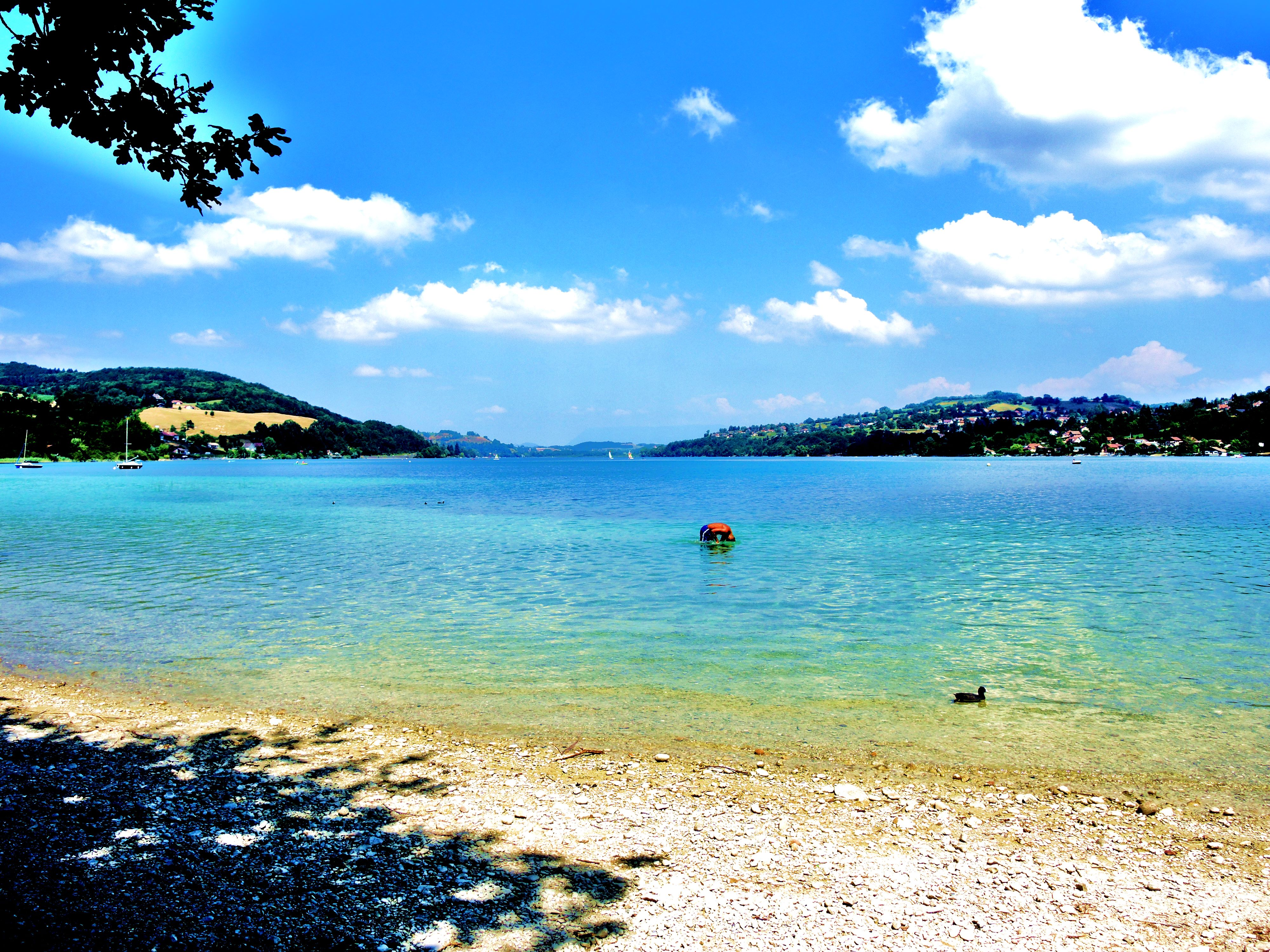
Plage Sud du lac de Paladru.
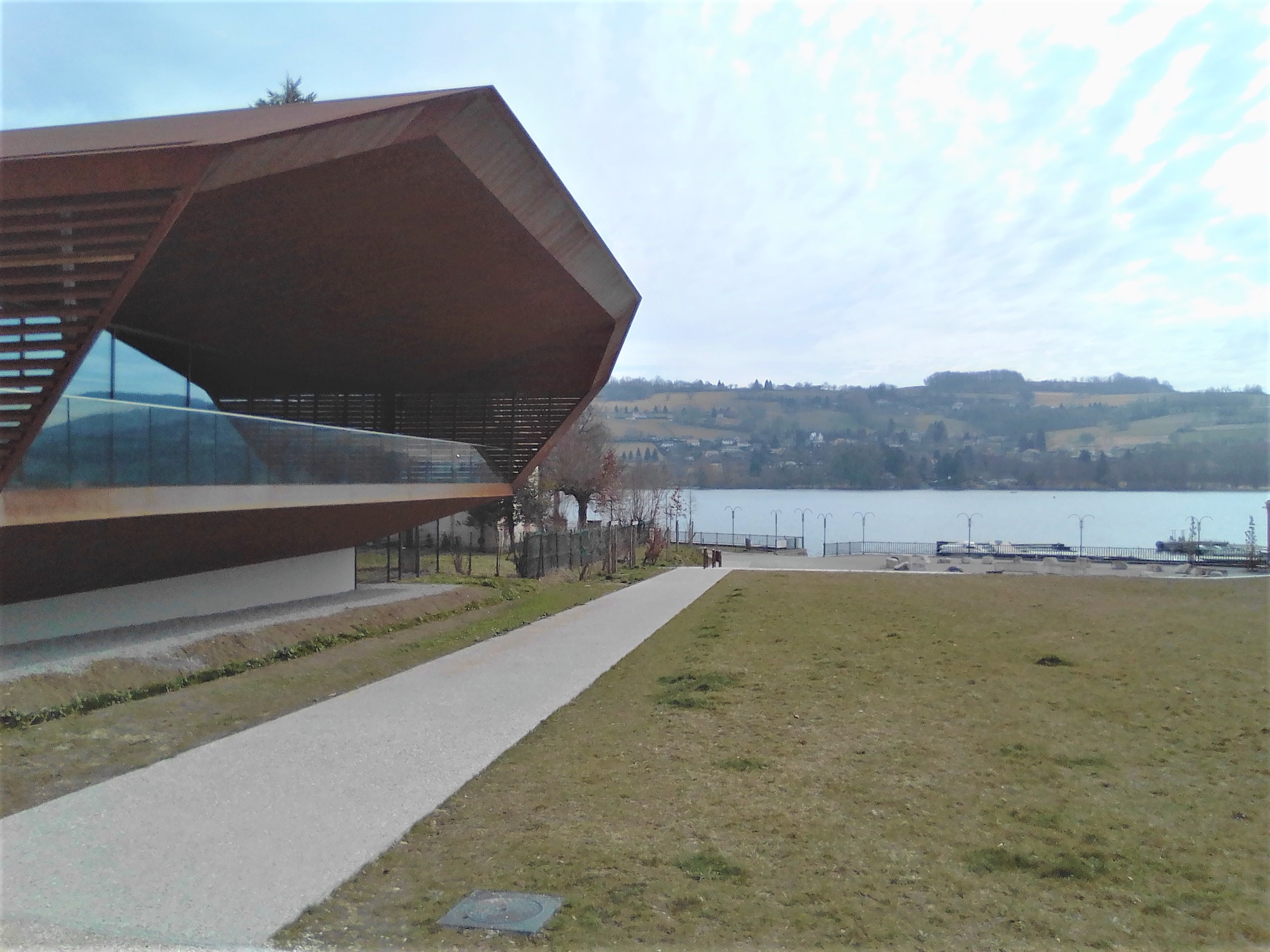
Terrasse du musée face au lac de Paladru.

Quelques vues lointaines sur le Lac de Paladru
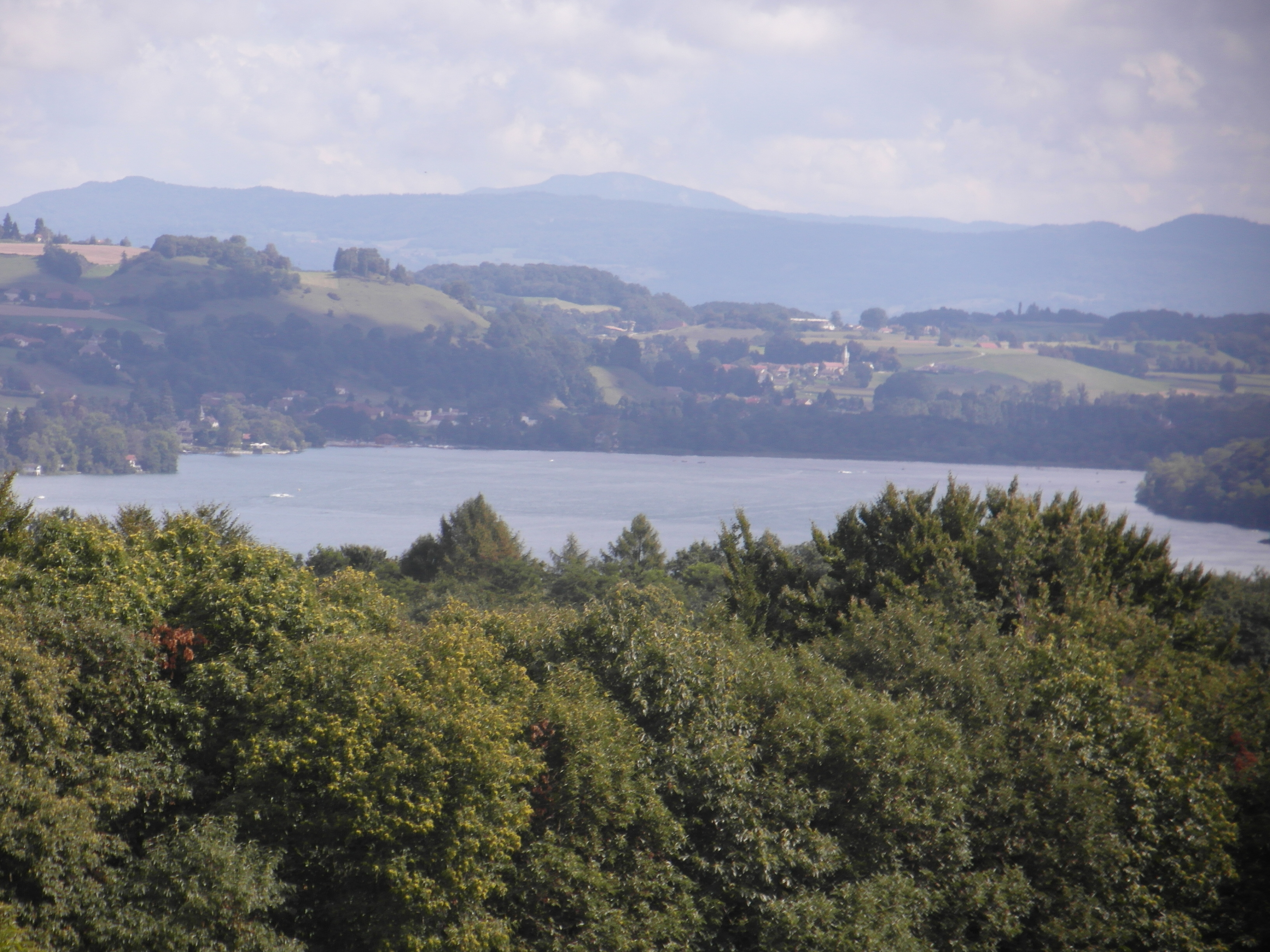
Depuis Montfollet (commune d'Oyeu).
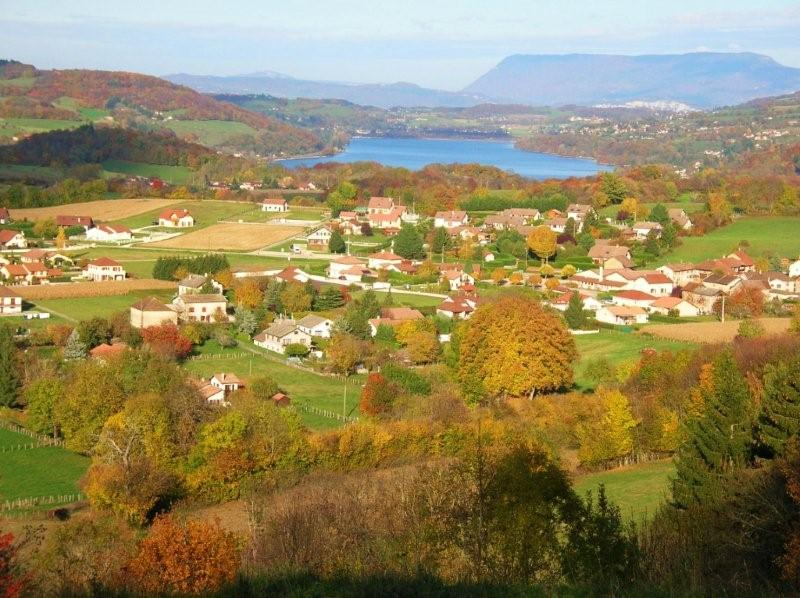
Depuis Le Haut Vernay (commune d'Oyeu).
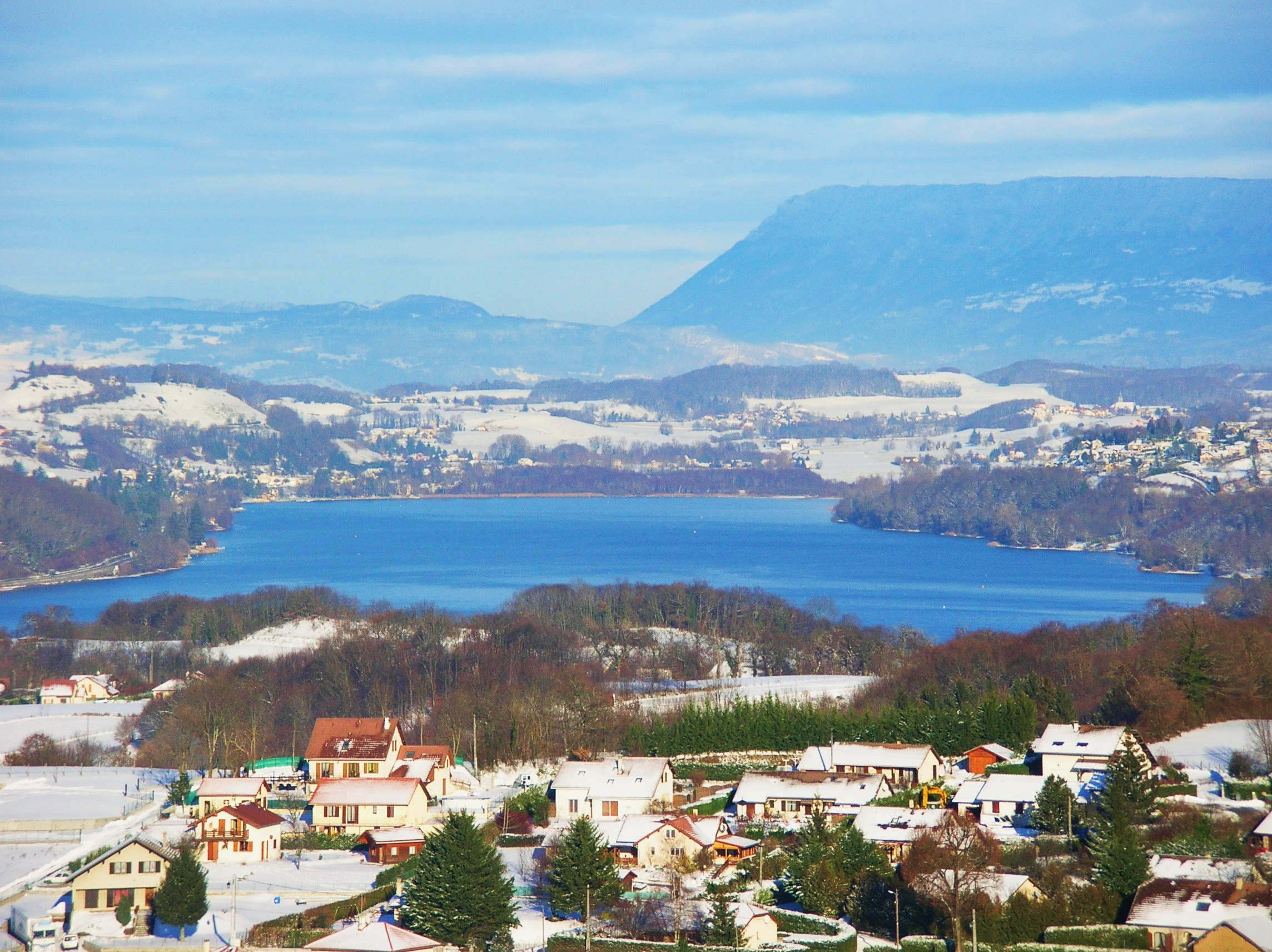
Depuis Le Haut Vernay en hiver.
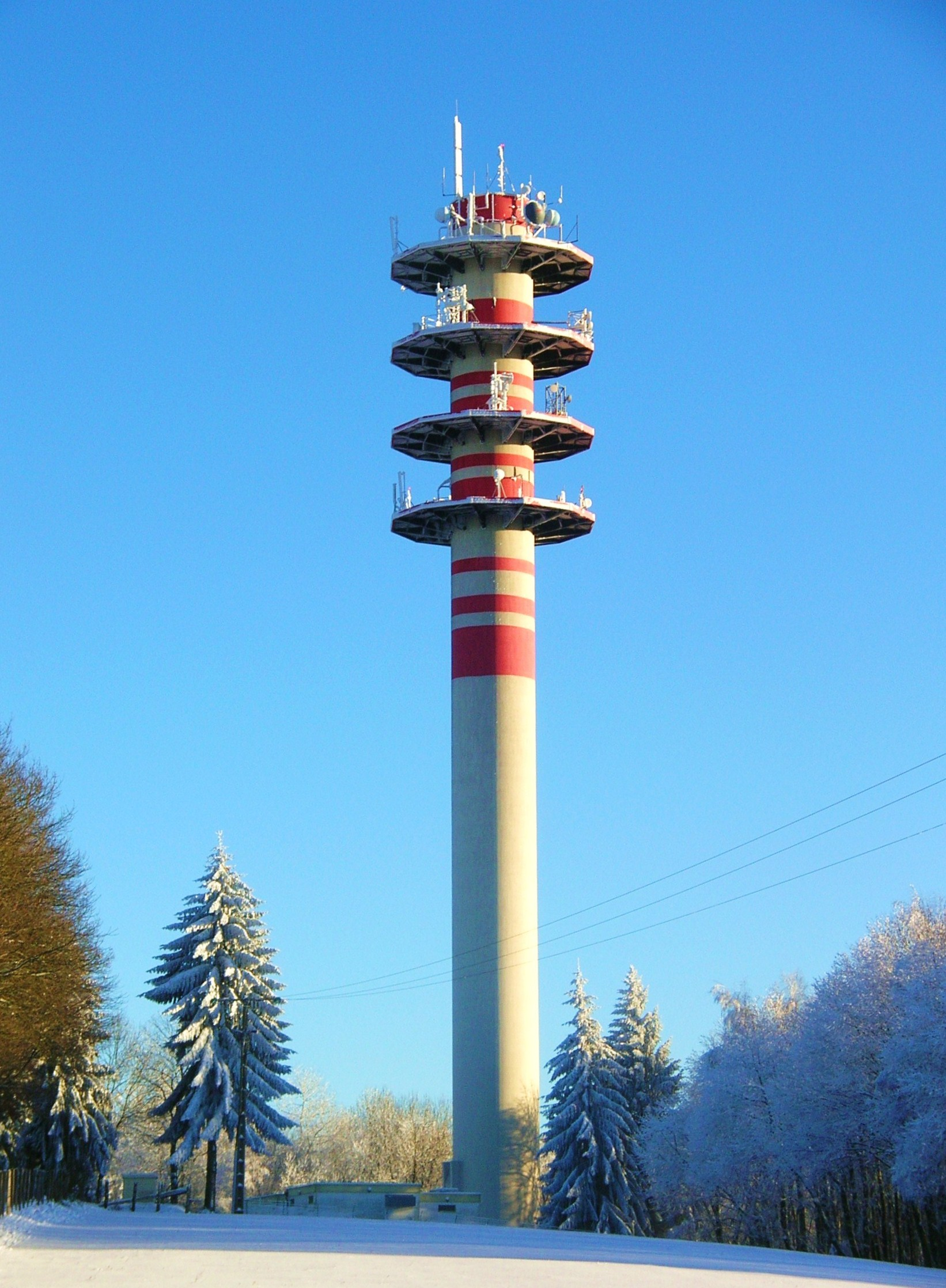
La tour Hertzienne du lac de Paladru (Oyeu).
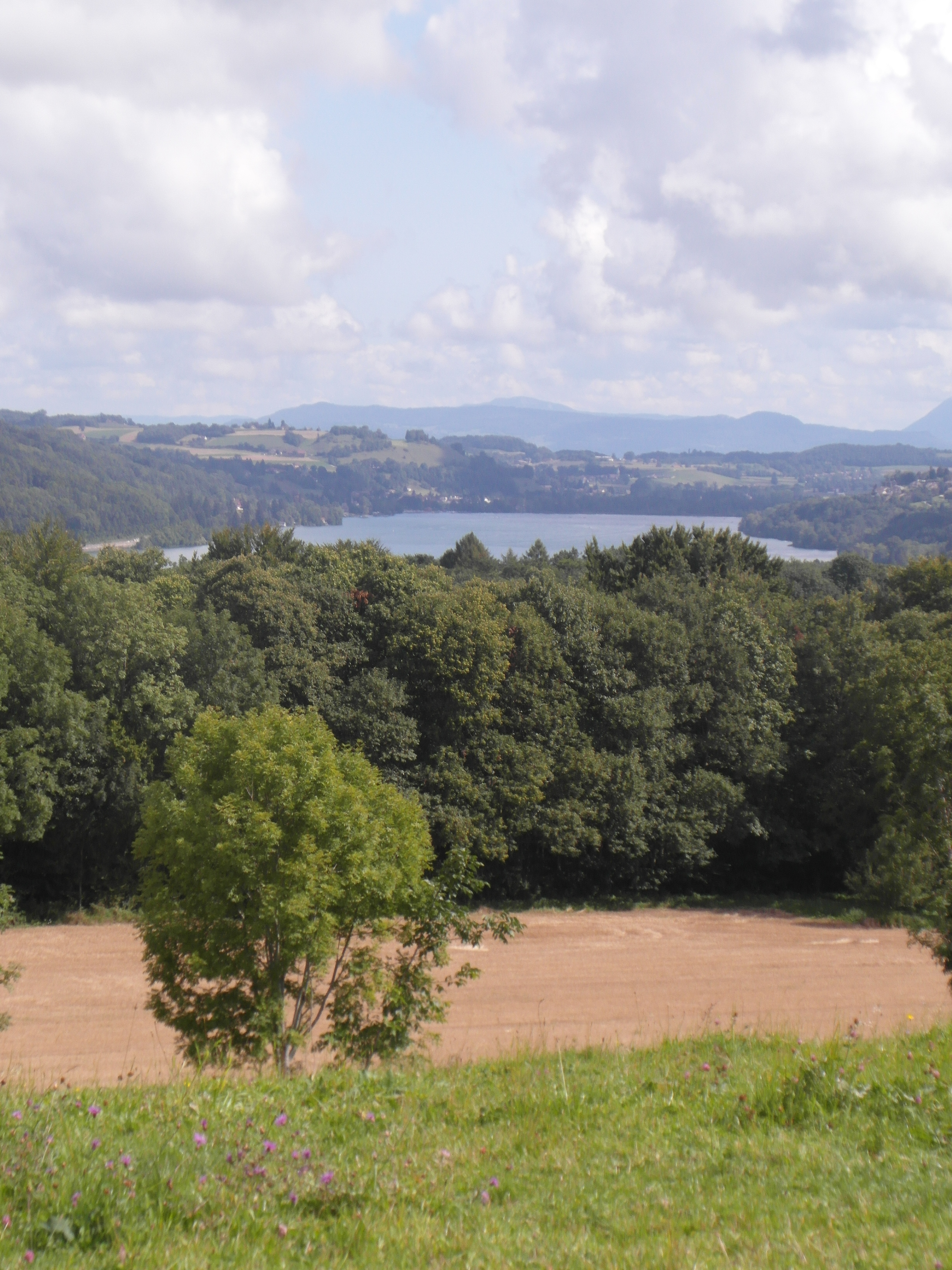
Le lac depuis la Tour Hertzienne (Oyeu).